# Toyota Safety Sense
Toyota Safety Sense（トヨタ・セーフティ・センス）は、トヨタ自動車が展開する予防安全パッケージである。
ここでは、日本国内向けに展開されている「Toyota Safety Sense C→Toyota Safety Sense（レーザーレーダー+単眼カメラ方式）」と、その上位版である「Toyota Safety Sense P→Toyota Safety Sense（ミリ波レーダー+単眼カメラ方式）」「Toyota Safety Sense（第2世代）」およびレクサスブランド向けの「Lexus Safety System +」、ならびにその機能強化型の「Lexus Safety System +A」を中心に記述する。

## 第1世代

### Toyota Safety Sense C

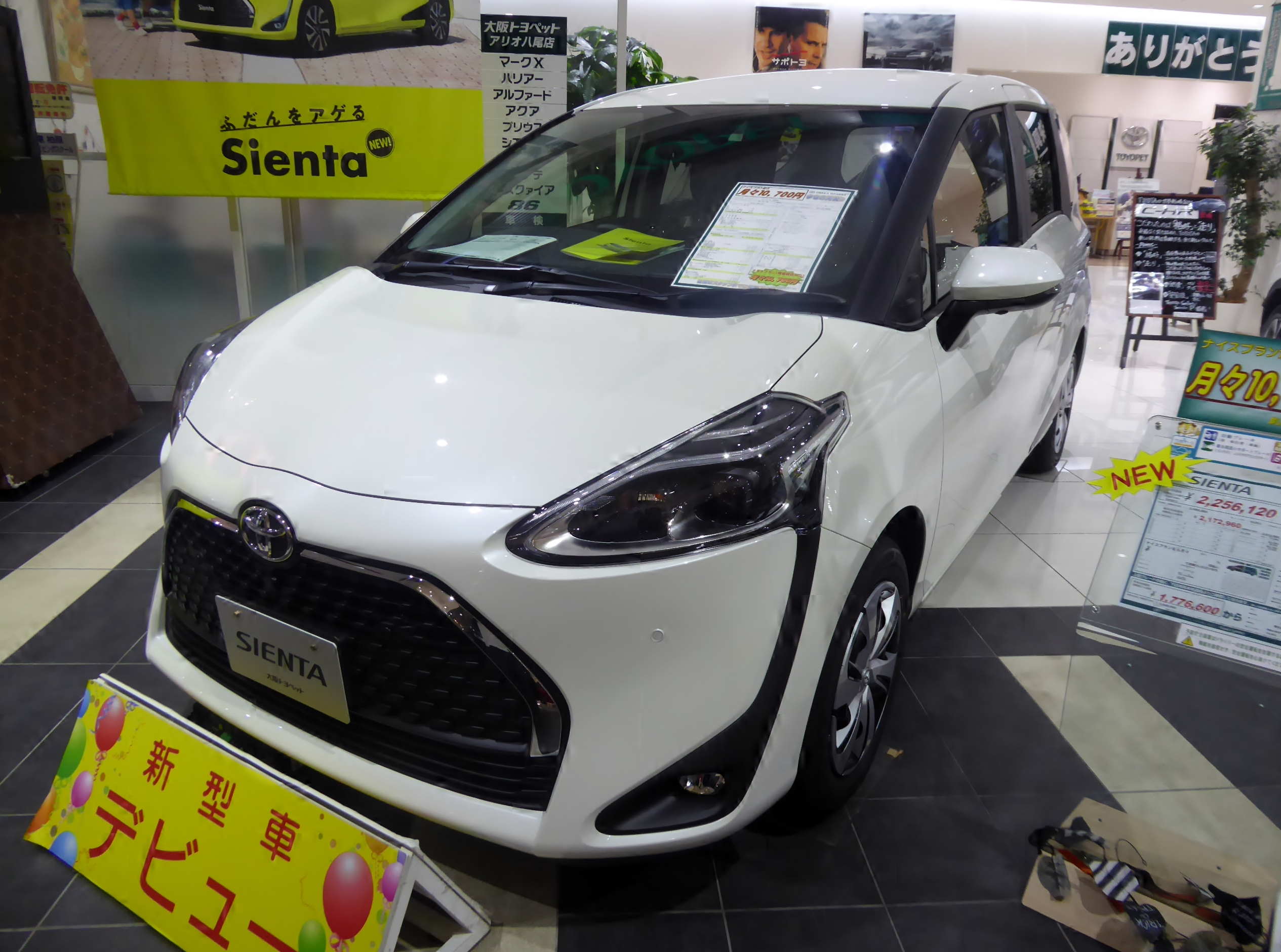
シエンタ G"Cuero"

ドイツのコンチネンタルが開発を担当し、2015年3月に実施されたカローラアクシオ/カローラフィールダーのマイナーチェンジで初搭載された。レーザーレーダーと単眼カメラを単体のコンパクトユニットに統合し、以下の3つの安全デバイス（および1つの付帯機能）によって構成される。
なお、上位版の「Toyota Safety Sense P」が2017年12月に第2世代へ移行したことに伴い、2018年4月に実施されたアクアの一部改良以降、名称が「Toyota Safety Sense」に統一された。同時に、本パッケージの構成機能のひとつである「プリクラッシュセーフティ」は、昼間での歩行者検知機能を追加した改良型が登場している。
プリクラッシュセーフティ（レーザーレーダー+単眼カメラ方式）
進路上の先行車をレーザーレーダーと単眼カメラで検出し、衝突が予測される場合は警報を発して回避操作を促す。約30km/h～80km/hでの走行中にブレーキを踏むとアシスト機能が働き、踏力がない場合でも自動ブレーキが約10km/h～80km/hの車速域で作動し、約30km/h減速させる。
レーンディパーチャーアラート
道路上の白線をセンサーで認識し、ドライバーがウインカー操作を行わずに車線を逸脱するとブザーおよびディスプレイ表示で警報を発する。
オートマチックハイビーム
先行車や対向車などを認識して、ハイビームとロービームを自動で切り替えるシステム。
先行車発進告知機能（付帯機能）
停車中、先行車が発進しても自車が発進しない場合にブザーおよびディスプレイ表示で知らせる。本パッケージには含まれず、「付帯機能」として装備されている。

#### 採用車種

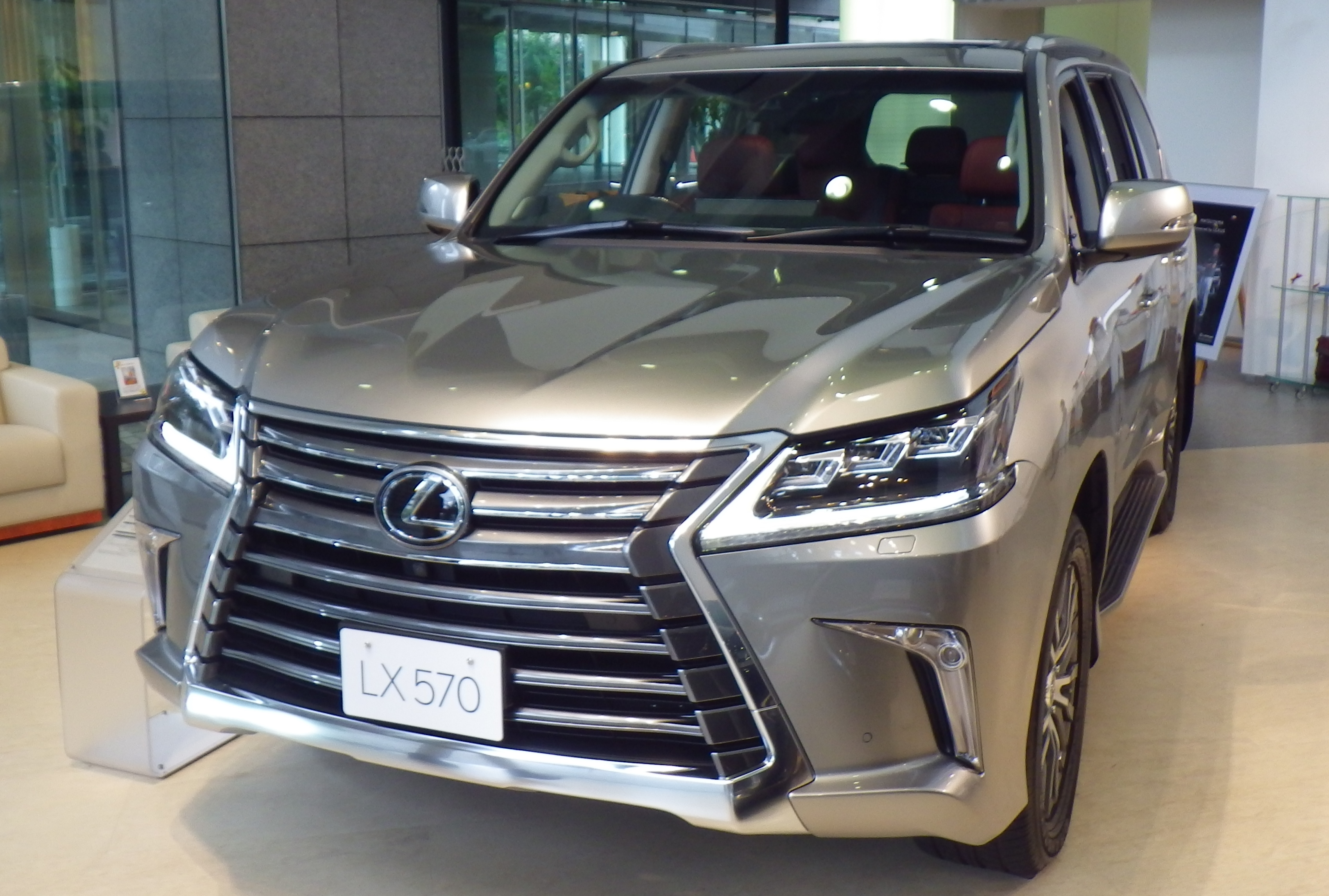
LX570
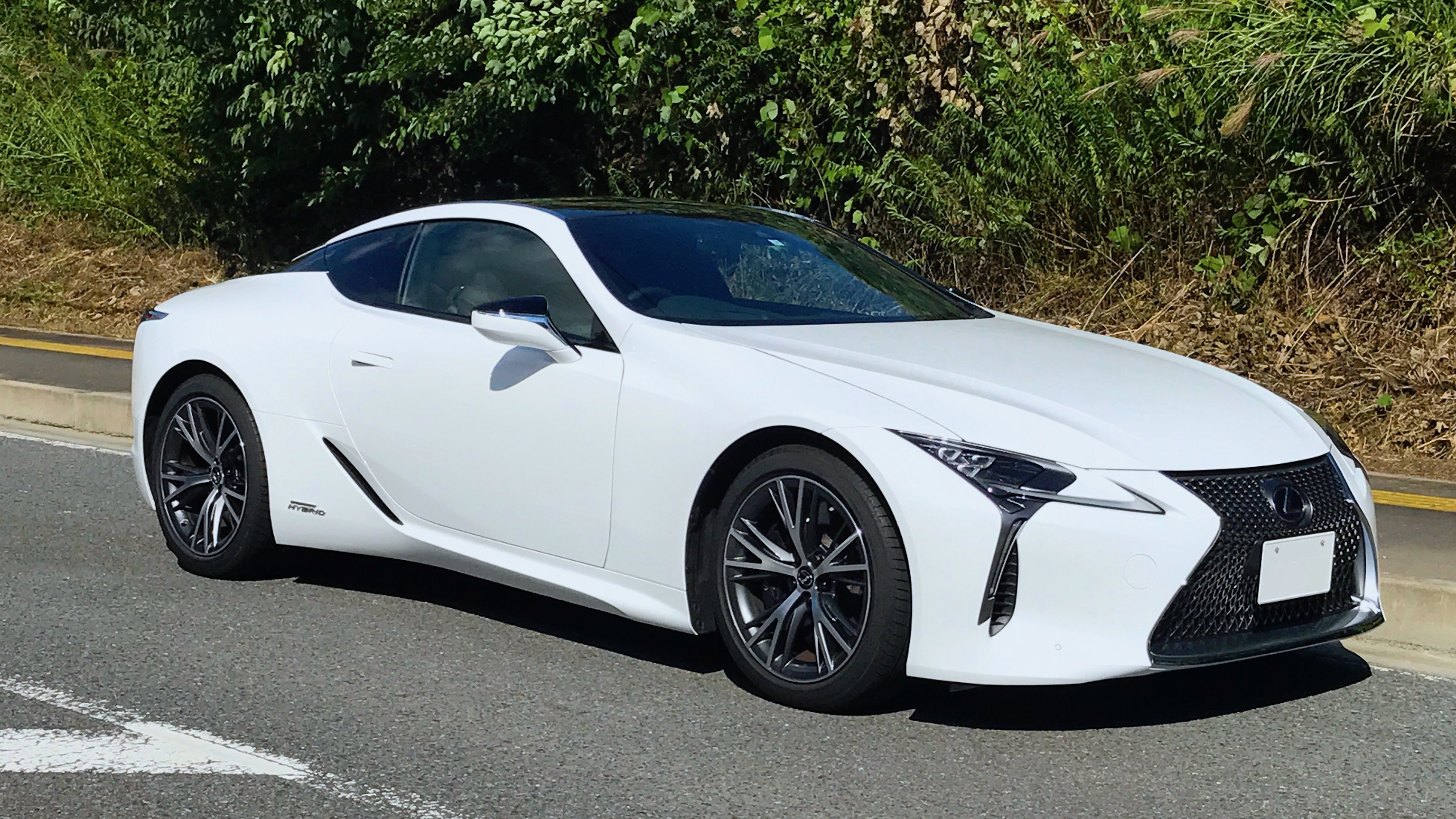
LC500h
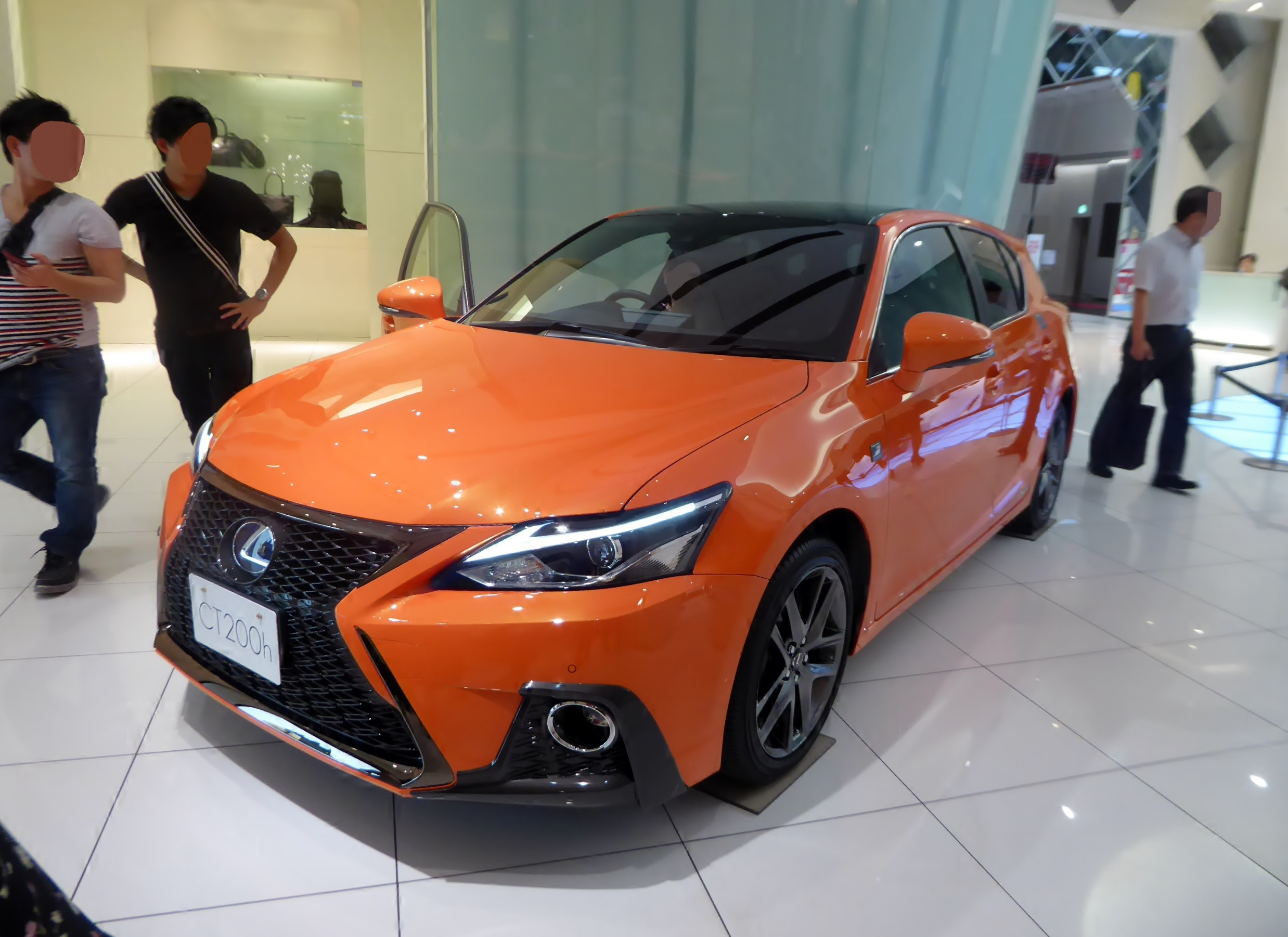
CT200h
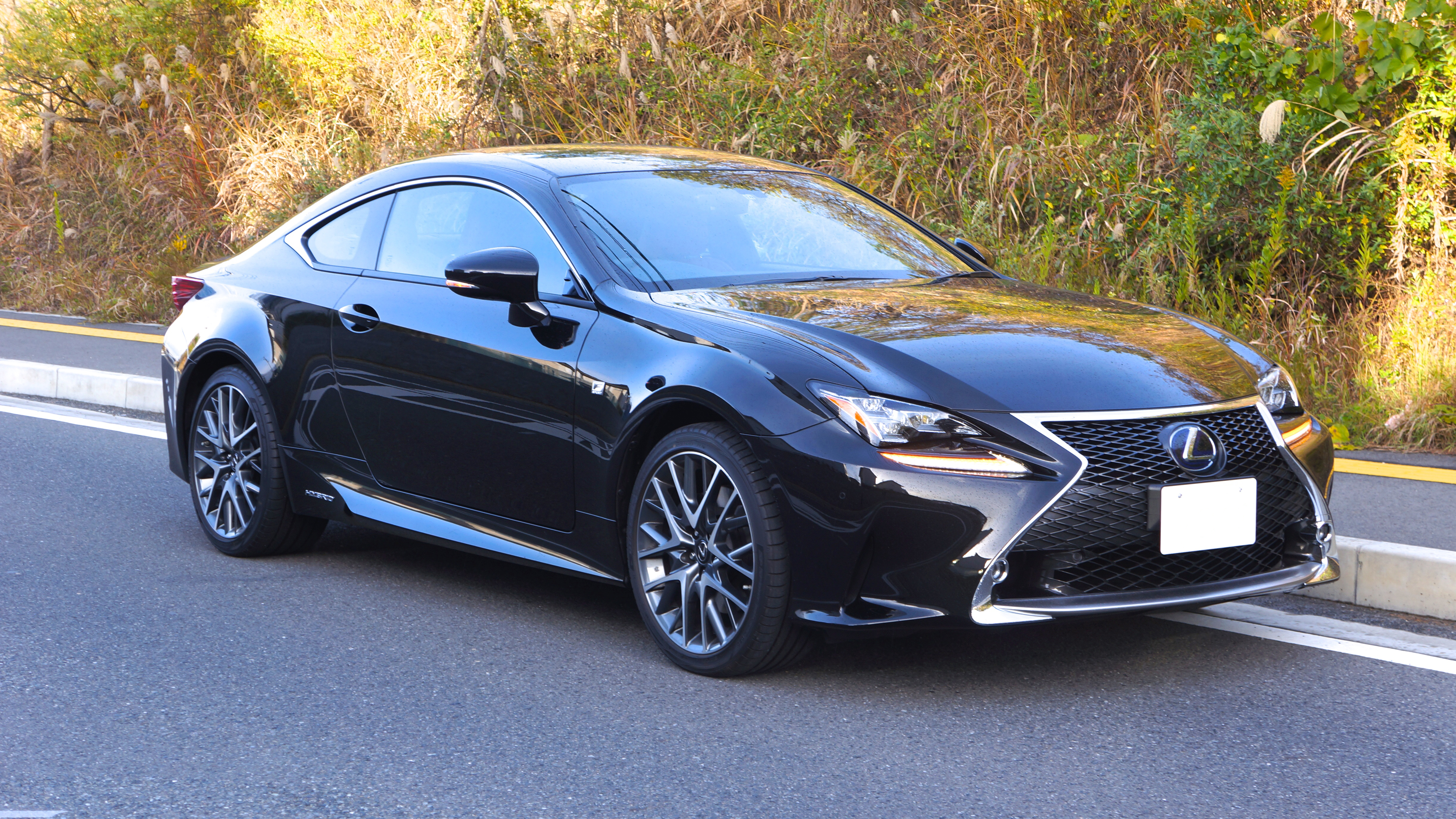
RC300h

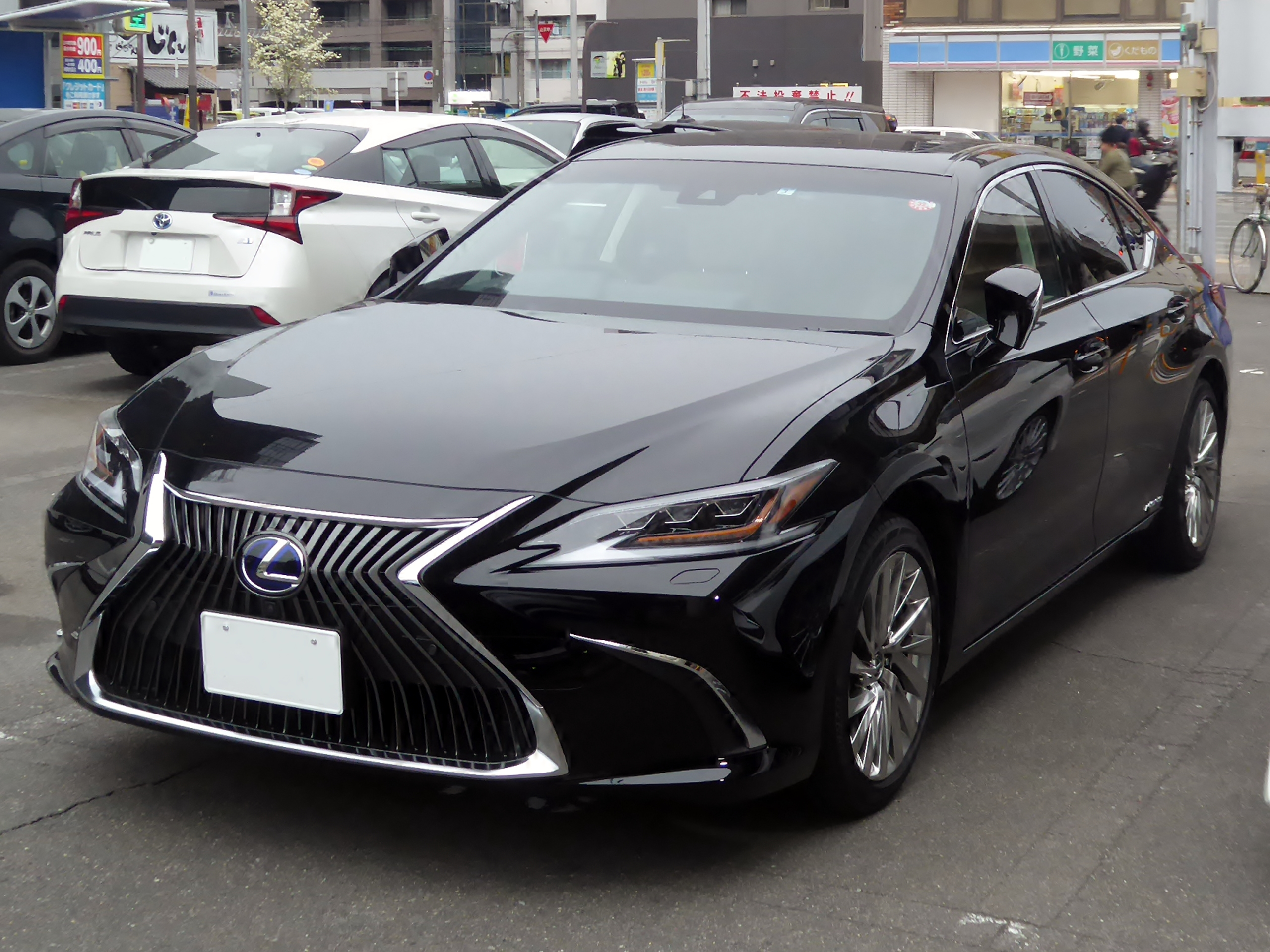
ES300h
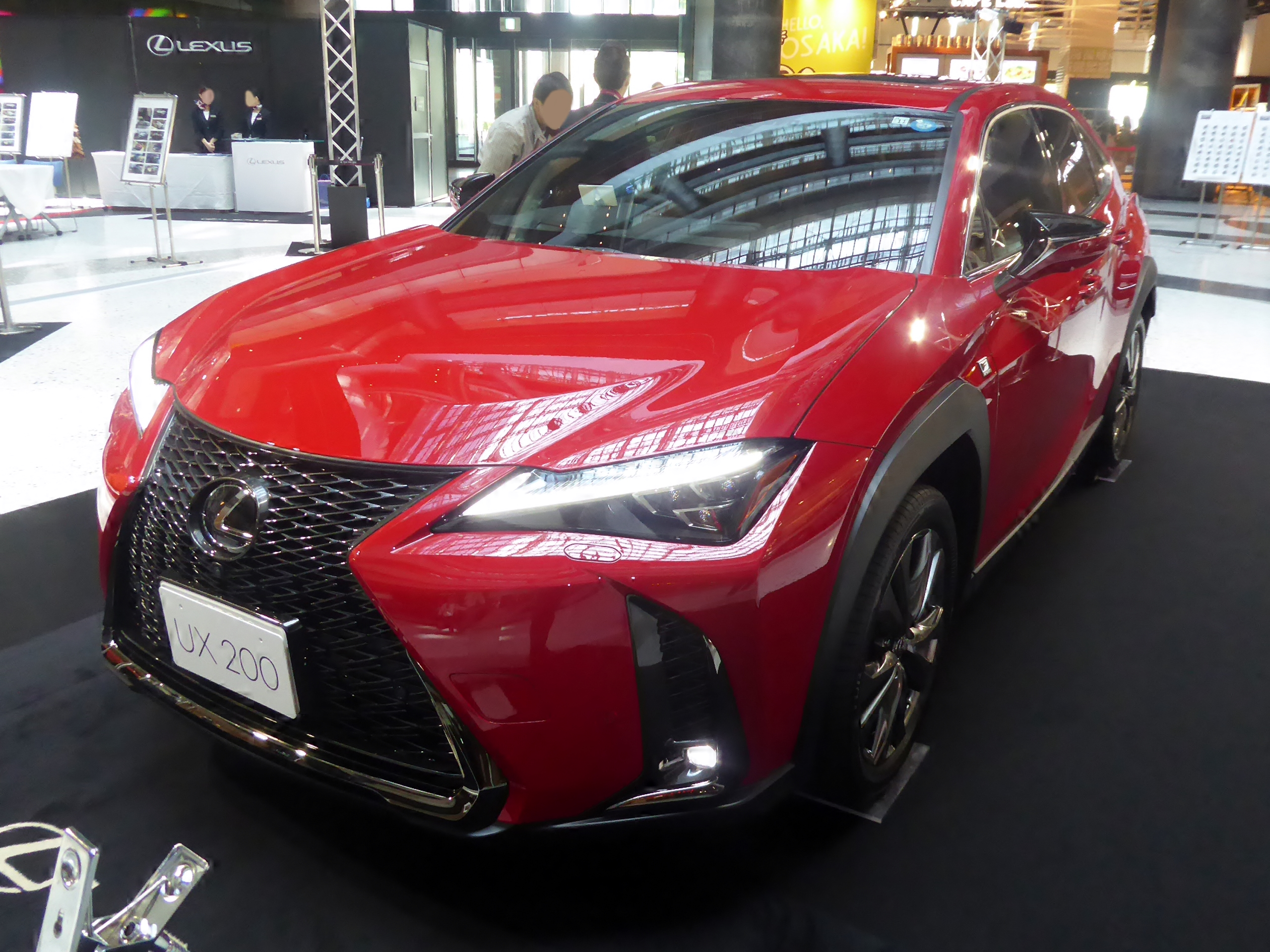
UX200
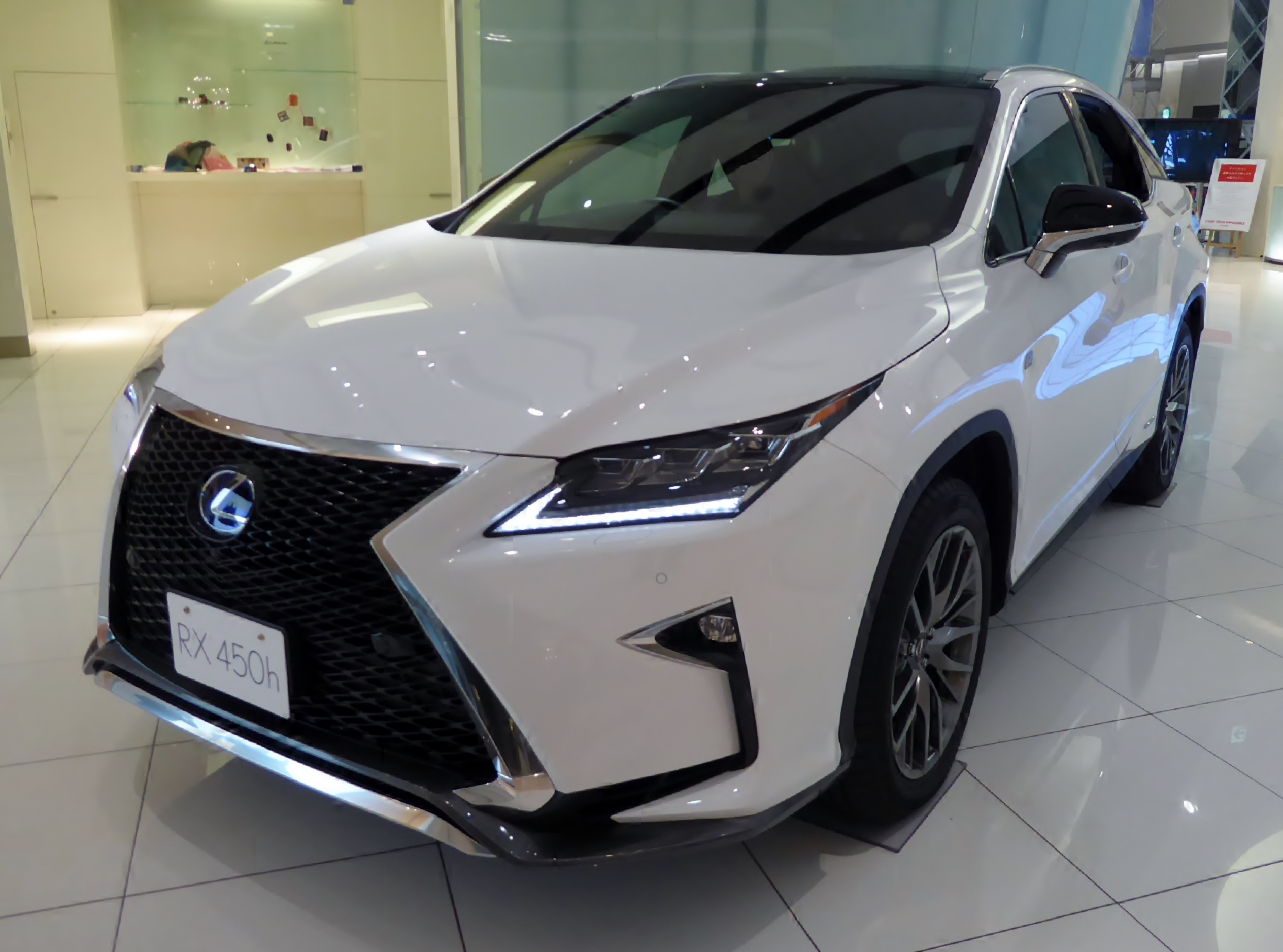
RX450h
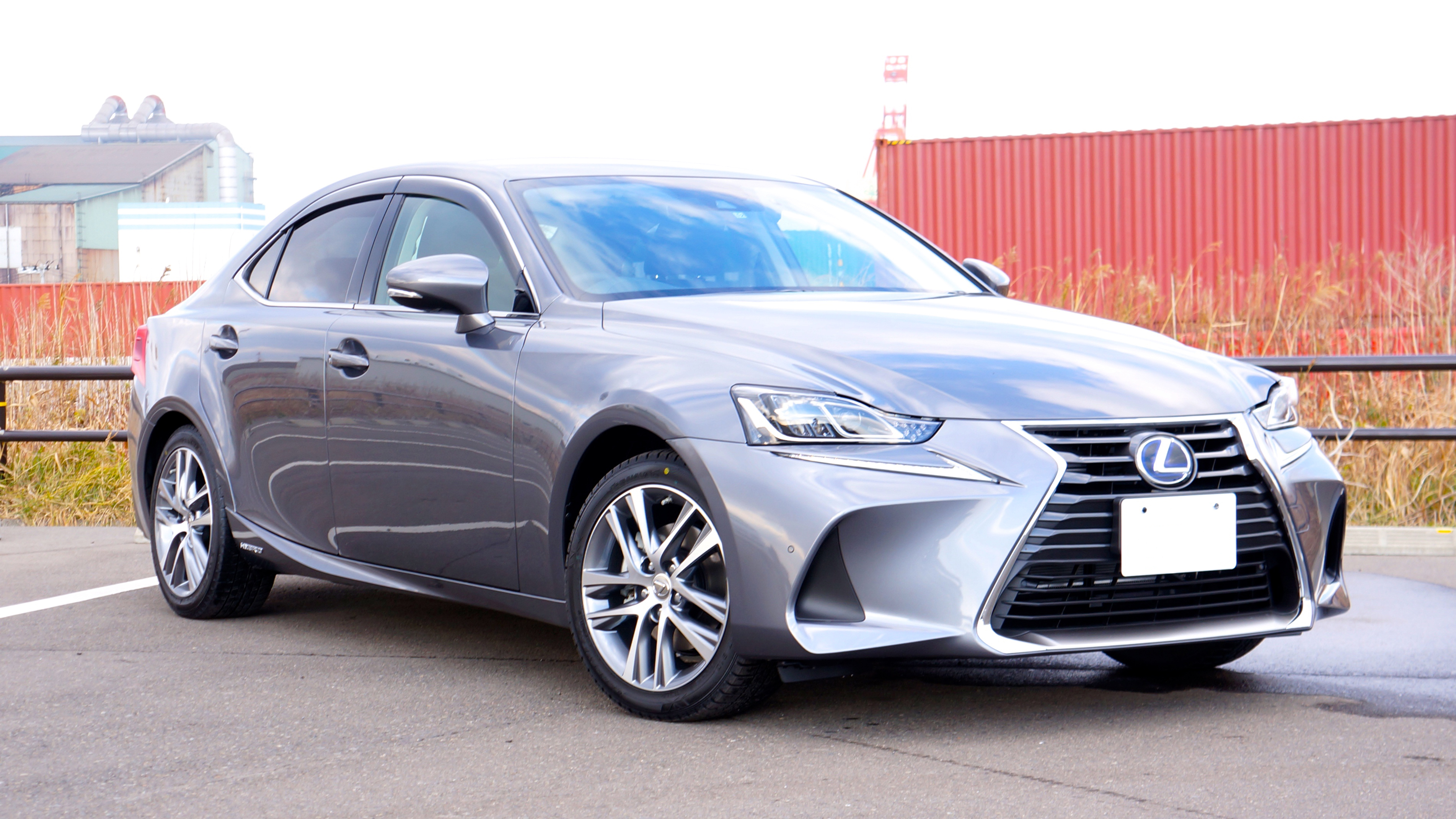
IS300h

現在
| メーカー     | 車種                                   | 採用年                               | 装備                      | 装備                           | 装備                      |
| ------------ | -------------------------------------- | ------------------------------------ | ------------------------- | ------------------------------ | ------------------------- |
| メーカー     | 車種                                   | 採用年                               | プリクラッシュ セーフティ | レーン ディパーチャー アラート | オートマチック ハイビーム |
| トヨタ自動車 | カローラアクシオ/ カローラフィールダー | 2015年3月30日 （マイナーチェンジ）   | ●+                        | ●                              | ●                         |
| トヨタ自動車 | プロボックス                           | 2016年8月30日 （一部改良）           | ●+                        | ●                              | ●                         |
| トヨタ自動車 | ジャパンタクシー                       | 2017年10月23日                       | ●+                        | ●                              | ●                         |
| 光岡自動車   | リューギ                               | 2015年7月1日 （マイナーチェンジ）    | ●                         | ●                              | ●                         |
| 光岡自動車   | リューギ ワゴン                        | 2016年1月20日                        | ●                         | ●                              | ●                         |
| マツダ       | ファミリアバン                         | 2018年6月21日 （フルモデルチェンジ） | ●+                        | ●                              | ●                         |

過去
| 車種                               | 採用年                              | 終了年         | 装備                      | 装備                           | 装備                      | 備考                                                             |
| ---------------------------------- | ----------------------------------- | -------------- | ------------------------- | ------------------------------ | ------------------------- | ---------------------------------------------------------------- |
| 車種                               | 採用年                              | 終了年         | プリクラッシュ セーフティ | レーン ディパーチャー アラート | オートマチック ハイビーム | 備考                                                             |
| オーリス                           | 2015年4月6日 （マイナーチェンジ）   | 2018年3月11日  | ●                         | ●                              | ●                         | カローラスポーツへのモデルチェンジに伴う 第2世代への移行のため。 |
| アベンシス                         | 2015年10月5日 （マイナーチェンジ）  | 2018年4月27日  | ●                         | ●                              | ●                         | 販売終了に伴う。 （欧州市場では同年8月まで販売）                 |
| エスティマ                         | 2016年6月6日 （マイナーチェンジ）   | 2019年10月17日 | ●                         | ●                              | ●                         | 販売終了に伴う。                                                 |
| ヴィッツ                           | 2015年6月30日 （一部改良）          | 2020年3月31日  | ●+                        | ●                              | ●                         | ヤリスへのモデルチェンジに伴う 第2世代への移行のため。           |
| サクシード                         | 2016年8月30日 （一部改良）          | 2020年5月6日   | ●+                        | ●                              | ●                         | 販売終了に伴う。                                                 |
| ポルテ/スペイド                    | 2016年6月30日 （一部改良）          | 2020年12月9日  | ●+                        | ●                              | ●                         | 販売終了に伴う。                                                 |
| プレミオ/アリオン                  | 2016年6月13日 （マイナーチェンジ）  | 2021年3月      | ●                         | ●                              | ●                         | 販売終了に伴う。                                                 |
| アクア（初代）                     | 2015年11月4日 （一部改良）          | 2021年7月18日  | ●+                        | ●                              | ●                         | モデルチェンジに伴う第2世代への移行のため。                      |
| アイゴ                             | 2015年8月5日 （一部改良）           | 2021年11月4日  | ●                         | ●                              | -                         | アイゴクロスへのモデルチェンジに伴う 第2世代への移行のため。     |
| ノア（3代目）/ ヴォクシー（3代目） | 2016年1月6日 （一部改良）           | 2022年1月12日  | ●+                        | ●                              | ●                         | モデルチェンジに伴う第2世代への移行のため。                      |
| エスクァイア                       | 2016年1月6日 （一部改良）           | 2022年1月12日  | ●+                        | ●                              | ●                         | 販売終了に伴う。                                                 |
| シエンタ（2代目）                  | 2015年7月9日 （フルモデルチェンジ） | 2022年8月22日  | ●+                        | ●                              | ●                         | モデルチェンジに伴う第2世代への移行のため。                      |

#### 備考
1. 1 2  「●+」は昼間での歩行者検知機能を加えた改良型を搭載。
2. ↑  昼間での歩行者検知機能は2021年9月6日の一部改良で追加[4]。
3. ↑  昼間での歩行者検知機能は2018年11月19日の一部改良で追加[6]。
4. ↑  昼間での歩行者検知機能は2019年3月15日の一部改良で追加[8]。
5. 1 2  公式サイト中の主要装備表においても「Toyota Safety Sense」と表記。
6. ↑  マツダは「Toyota Safety Sense」の名称を用いず「衝突回避支援パッケージ」と呼称。
7. ↑  昼間での歩行者検知機能は2018年12月18日の一部改良で追加[12]。
8. ↑  「HYBRID」「150X（"S Package"、"C Package"を含む）」はメーカーオプション設定。
9. ↑  昼間での歩行者検知機能は2018年5月30日の一部改良で追加[17]。
10. ↑  昼間での歩行者検知機能は2018年11月19日の一部改良で追加[6]。
11. ↑  昼間での歩行者検知機能は2019年7月3日の一部改良で追加[19]。
12. ↑  昼間での歩行者検知機能は2018年4月3日の一部改良で追加[2]。
13. ↑  昼間での歩行者検知機能は2019年1月7日の一部改良で追加[24]。
14. ↑  昼間での歩行者検知機能は2018年9月11日のマイナーチェンジで追加[26]。

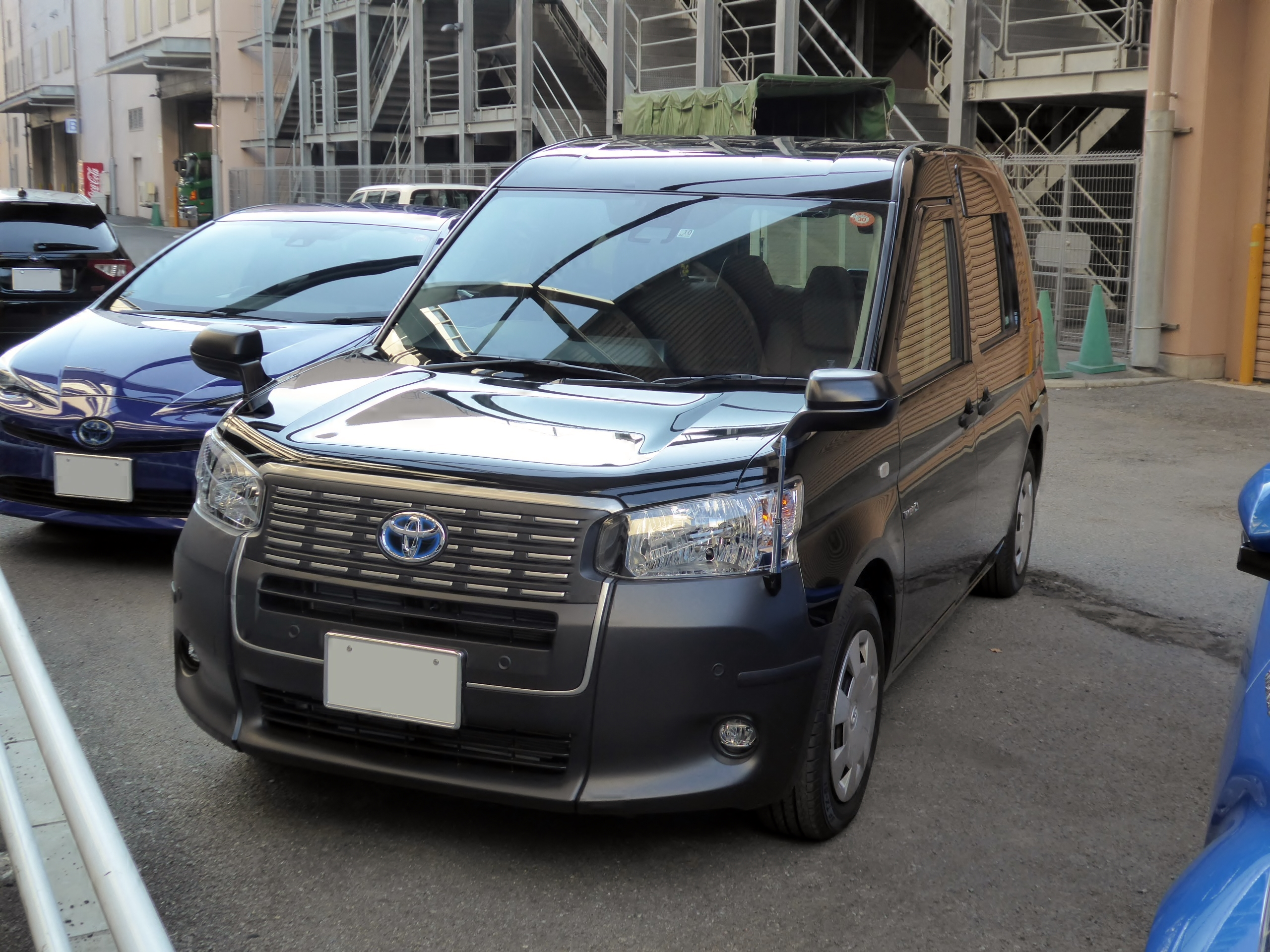
ジャパンタクシー 和
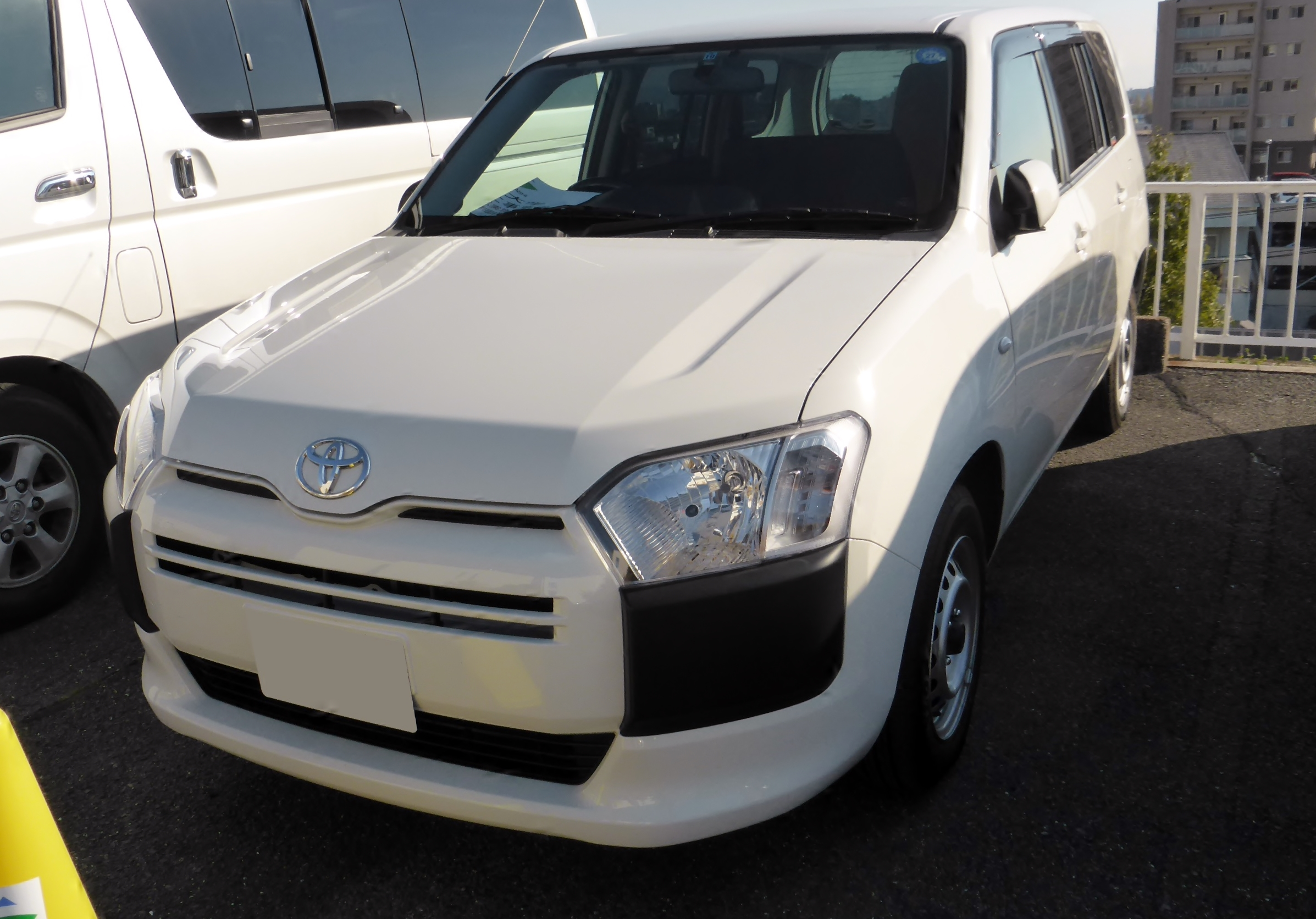
プロボックス 1.5DX※画像は非搭載車
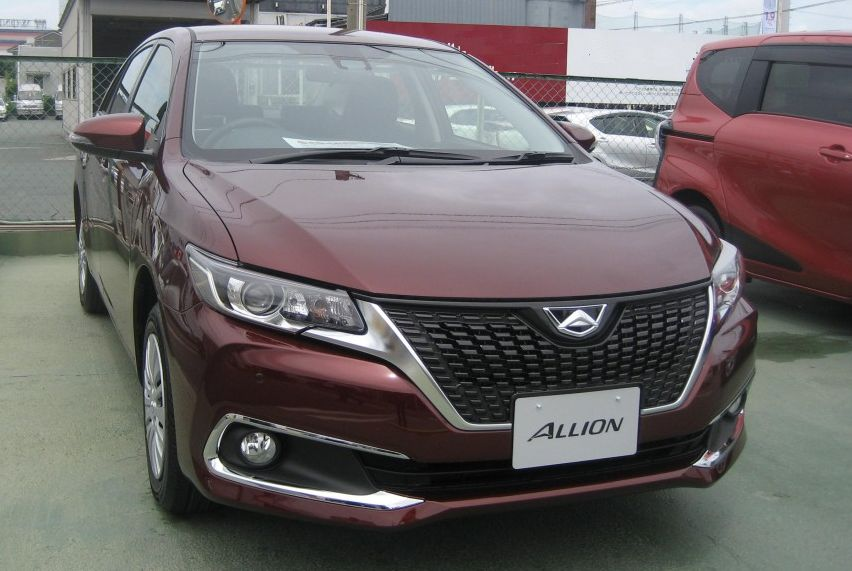
アリオン A15 G-Plusパッケージ
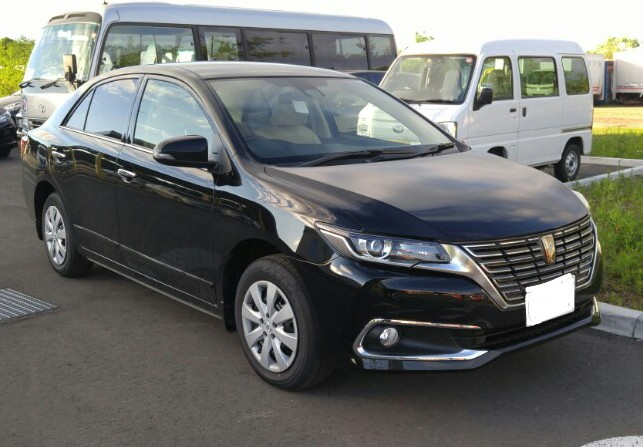
プレミオ 1.5F EXパッケージ
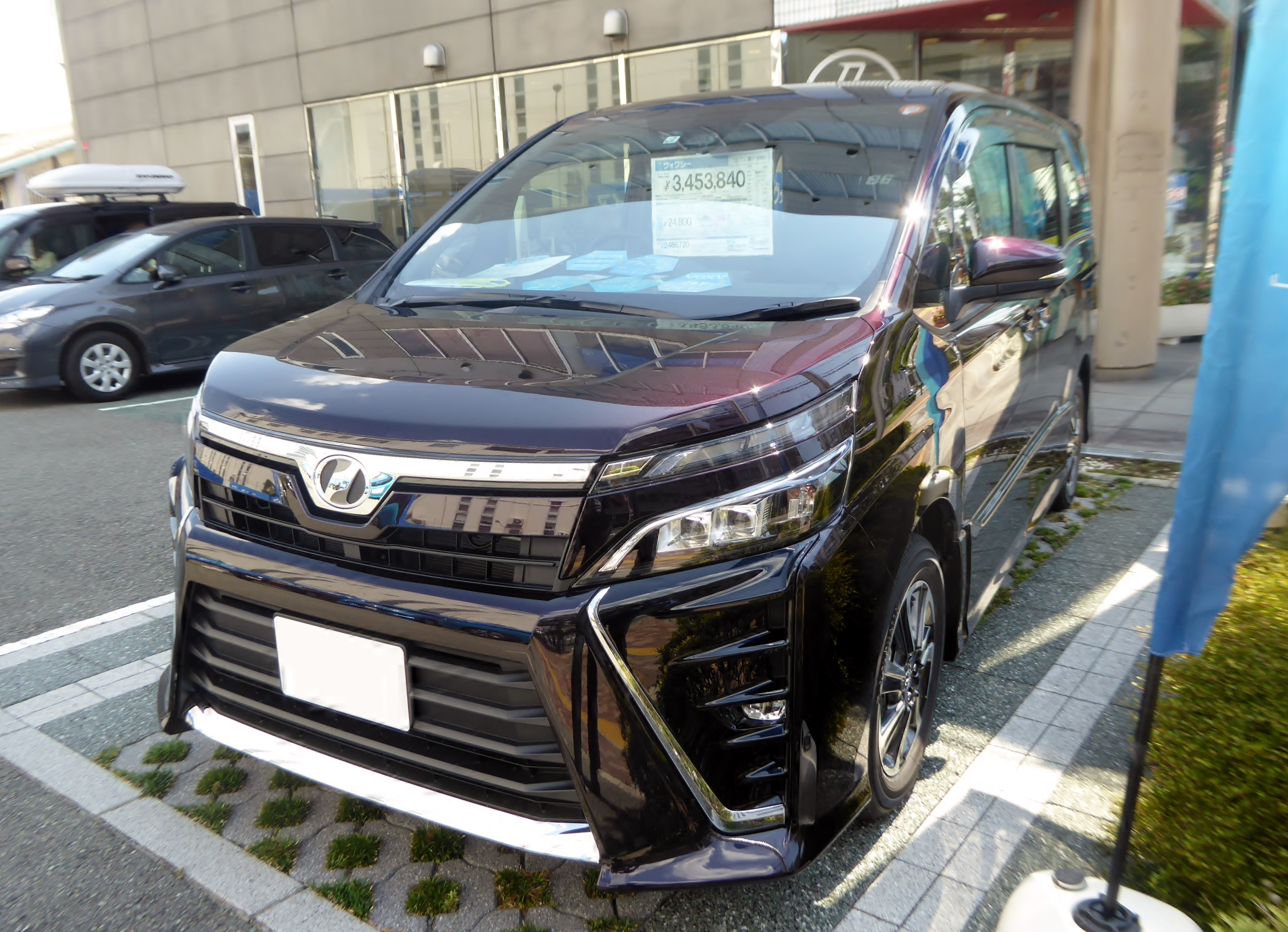
ヴォクシー ZS
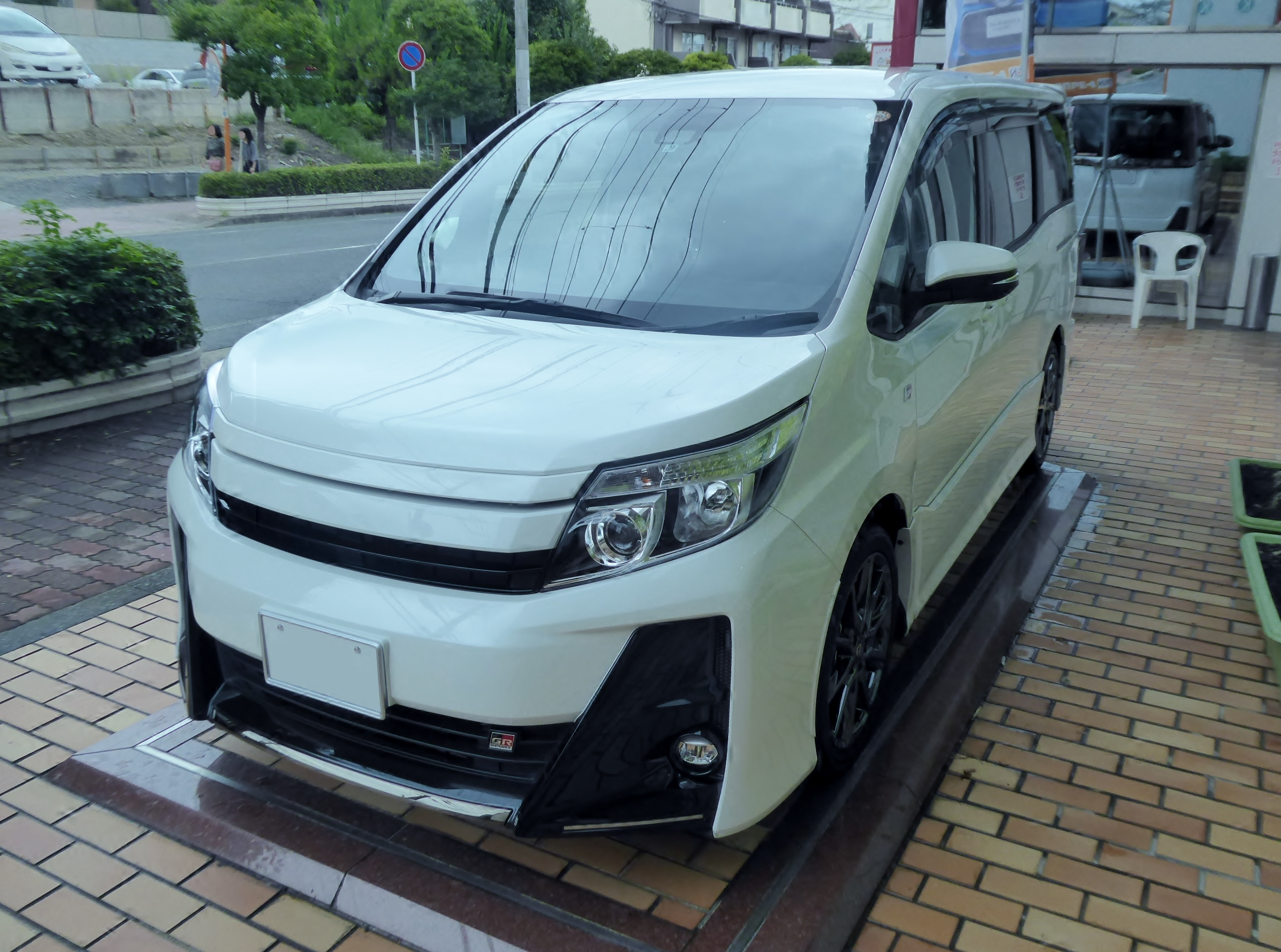
ノア Si"GR SPORT"
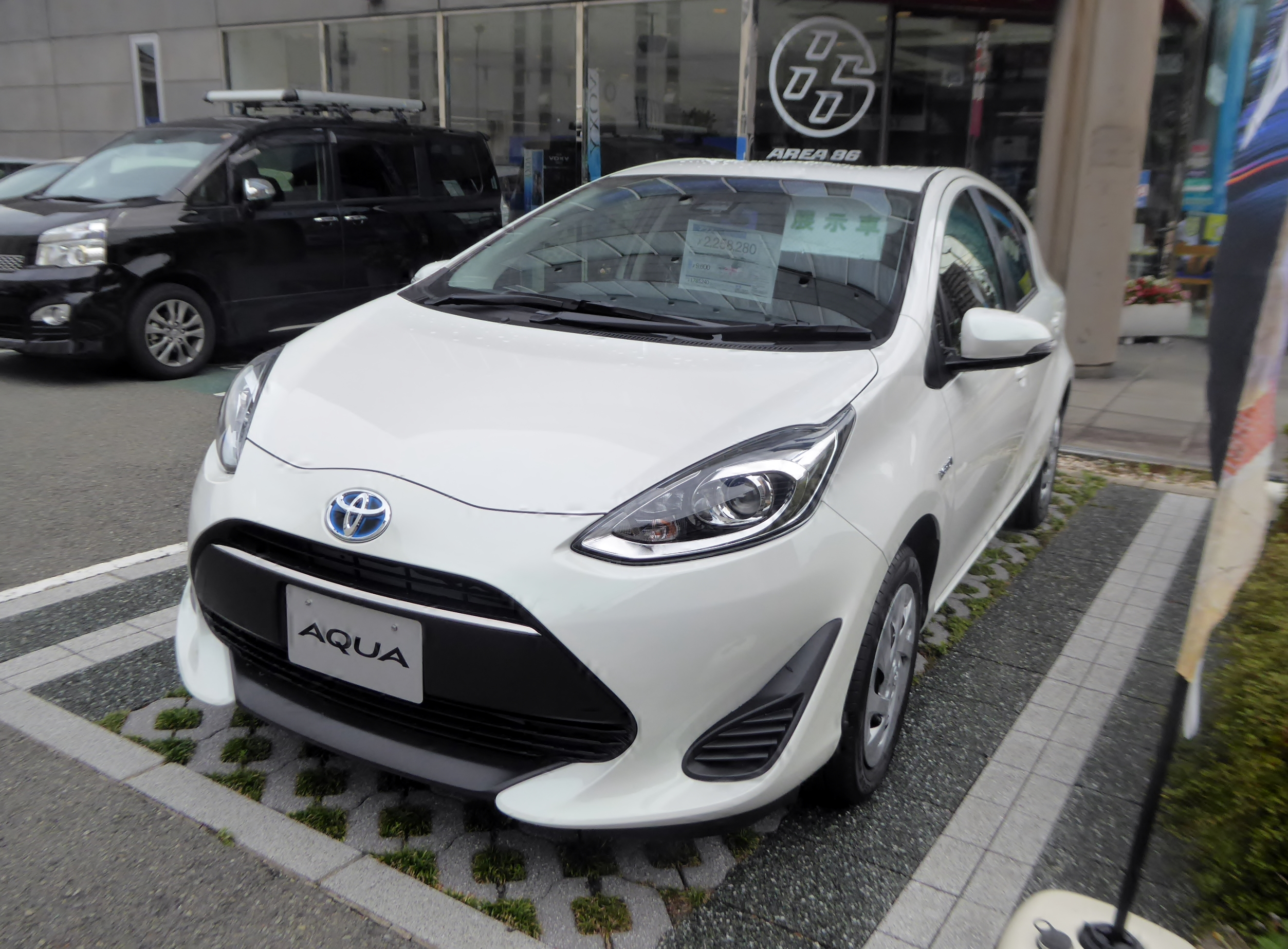
アクア S
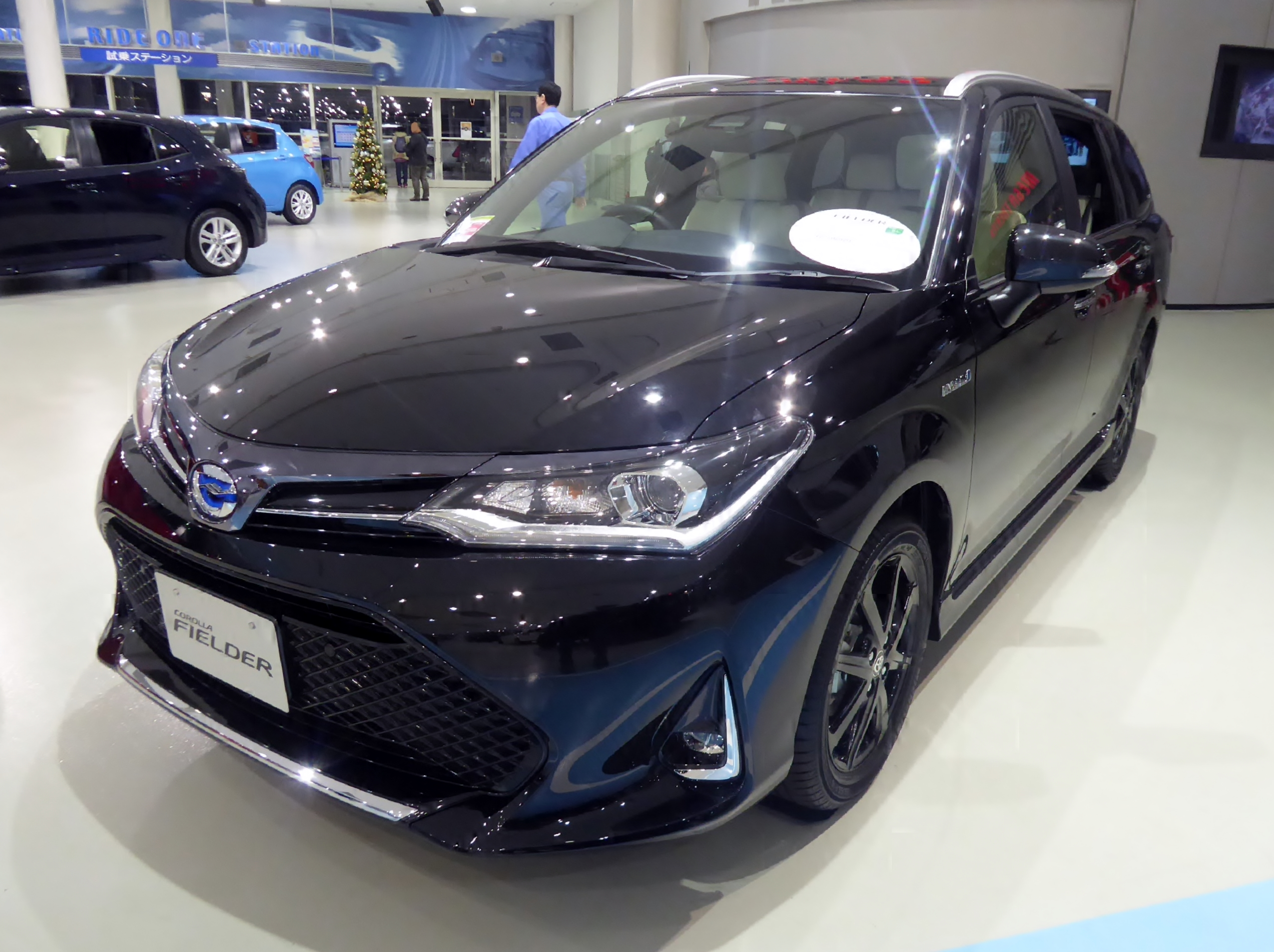
カローラフィールダー HYBRID G"WxB"
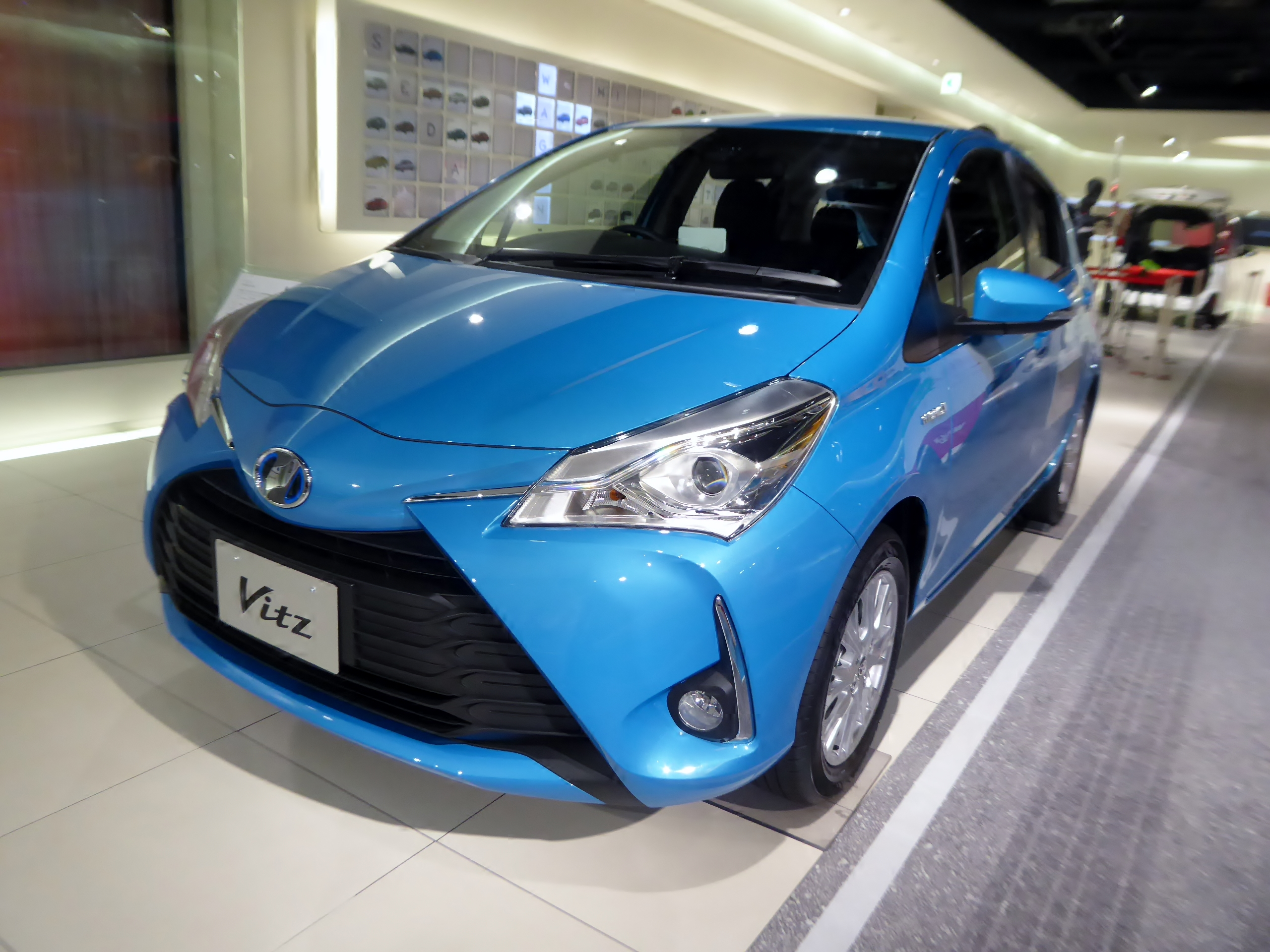
ヴィッツ HYBRID U
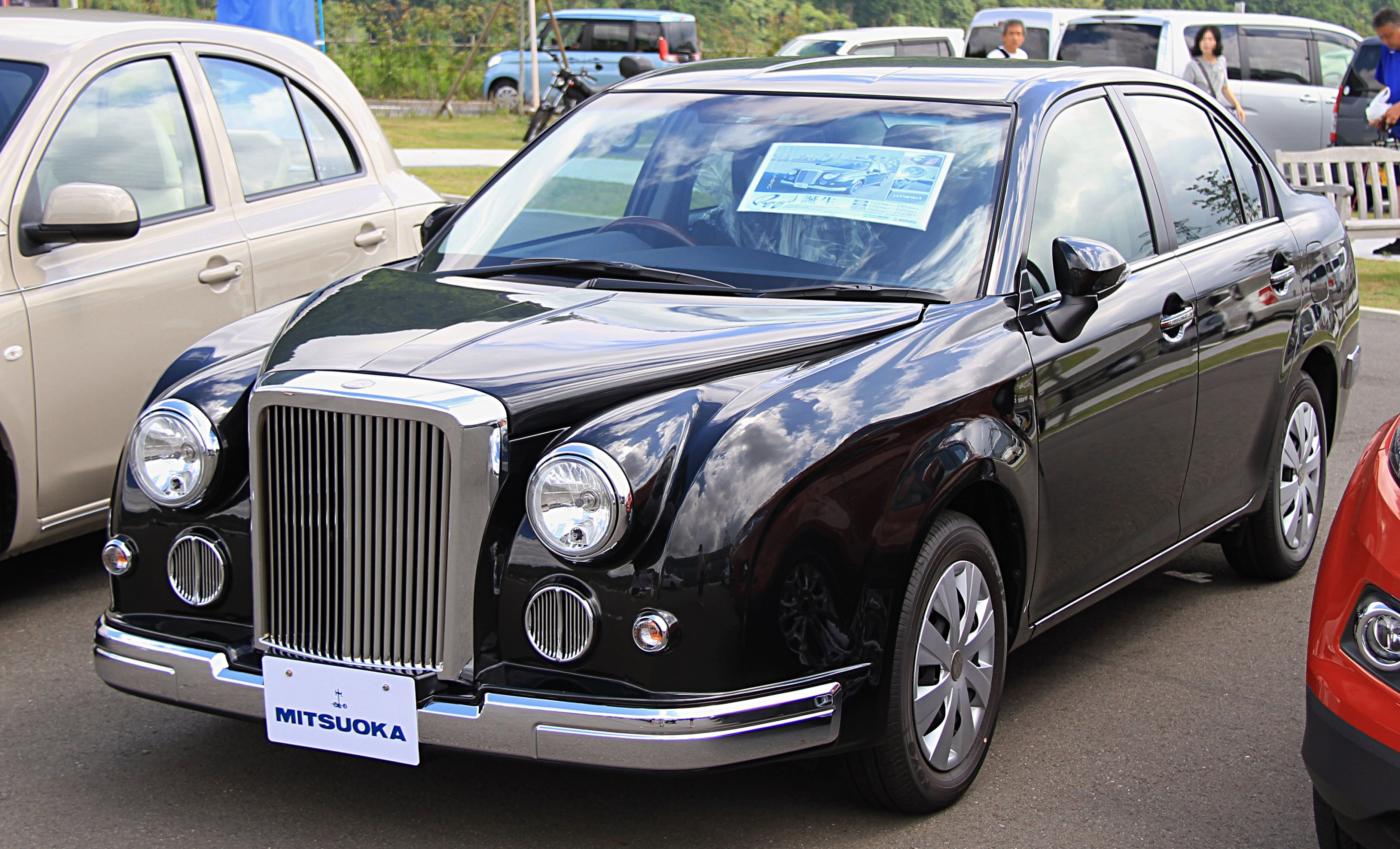
光岡・リューギ

### Toyota Safety Sense P

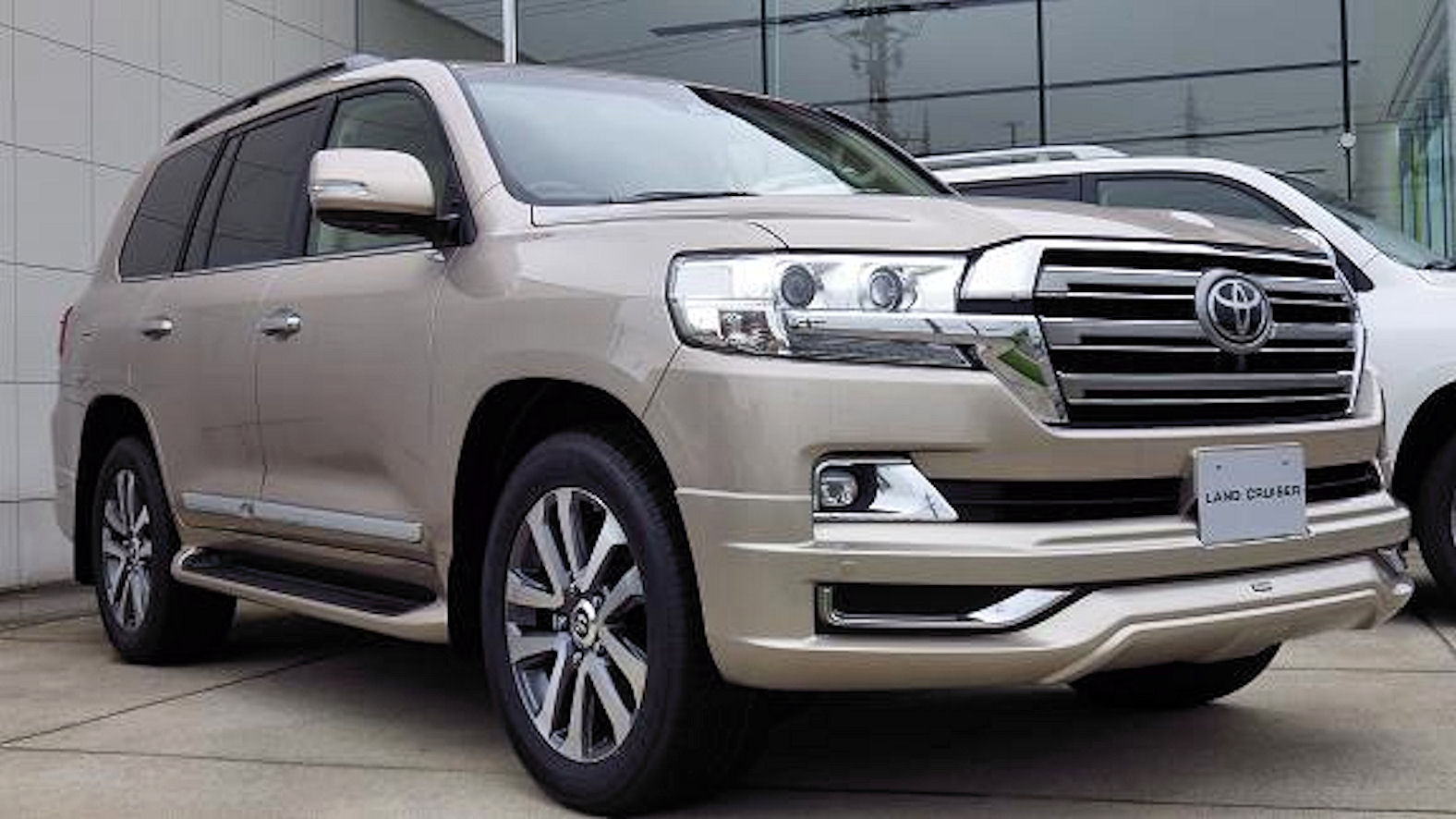
ランドクルーザー ZX

デンソーとコンチネンタルが開発を担当し、2015年8月に実施されたランドクルーザーのマイナーチェンジで初搭載された。「プリクラッシュセーフティ」は「C」のレーザーレーダーからミリ波レーダーに変更され、昼間での歩行者検知機能を有する。当初はデンソー製のユニットのみが搭載されていたが、C-HRからは「Toyota Safety Sense C」と同様にコンチネンタル製ユニットが採用され、以降は2社の分担で担当されることとなる。2018年5月に実施されたC-HRの一部改良以降、「Toyota Safety Sense C」と同じく第2世代に合わせて名称から「P」が外された。
搭載車種によって差異はあるが、以下の機能から構成される。
プリクラッシュセーフティ（ミリ波レーダー+単眼カメラ方式）
進路上の先行車や歩行者をミリ波レーダーと単眼カメラで検出し、衝突が予測される場合は警報を発して回避操作を促す。約30km/hから80km/hで走行中にブレーキを踏むとアシスト機能が働き、踏力がない場合でも自動ブレーキが約10km/hから80km/hの車速域で作動し、約30km/h減速させる。また、初期の「Toyota Safety Sense C」とは異なり昼間時の歩行者検知機能を備えている。
レーンディパーチャーアラート
道路上の白線をセンサーで認識し、ドライバーがウインカー操作を行わずに車線を逸脱すると、ブザーとディスプレイ表示で警報を発する。
アダプティブハイビームシステム
インナーミラー内蔵の光検出用カメラで先行車のテールランプや対向車のヘッドランプを判別し、先行車や対向車にハイビームを当てないように部分的に遮光する。オートマチックハイビームの上位版の位置付け。
オートマチックハイビーム
先行車や対向車などを認識し、ハイビームとロービームを自動で切り替える。
レーダークルーズコントロール（全車速追従機能付/ブレーキ制御付）
ミリ波レーダーを使用して先行車の加速・減速に合わせ、一定の車間距離を保ちながらの追従走行を可能とする。なお、「ブレーキ制御付」は設定可能車速の下限が設定されており、その車速を下回った際に追従機能が解除される。

#### 採用車種
現在
| メーカー     | 車種                 | 採用年                               | 装備                      | 装備                           | 装備                             | 装備                      | 装備                           |
| ------------ | -------------------- | ------------------------------------ | ------------------------- | ------------------------------ | -------------------------------- | ------------------------- | ------------------------------ |
| メーカー     | 車種                 | 採用年                               | プリクラッシュ セーフティ | レーン ディパーチャー アラート | アダプティブ ハイビーム システム | オートマチック ハイビーム | レーダー クルーズ コントロール |
| トヨタ自動車 | タコマ               | 2017年10月25日 （一部改良）          | ●                         | ●                              | -                                | ●                         | ●                              |
| トヨタ自動車 | ハイエース           | 2017年11月22日 （一部改良）          | ●                         | ●                              | -                                | ●                         | -                              |
| トヨタ自動車 | アバロン（5代目）    | 2018年4月23日 （フルモデルチェンジ） | ●                         | ●+                             | -                                | ●                         | ●+                             |
| トヨタ自動車 | コースター           | 2018年6月21日 （一部改良）           | ●                         | ●                              | -                                | ●                         | -                              |
| トヨタ自動車 | センチュリー         | 2018年6月22日 （フルモデルチェンジ） | ●                         | ●+                             | ●                                | -                         | ●+                             |
| トヨタ自動車 | 4ランナー            | 2019年9月12日 （一部改良）           | ●                         | ●                              | -                                | ●                         | ●                              |
| 日野自動車   | リエッセII           | 2018年6月22日 （改良）               | ●                         | ●                              | -                                | ●                         | -                              |
| マツダ       | ボンゴブローニイバン | 2019年4月23日                        | ●                         | ●                              | -                                | ●                         | -                              |

過去
| メーカー     | 車種                                 | 採用年                               | 終了年         | 装備                      | 装備                           | 装備                             | 装備                      | 装備                           | 備考                                        |
| ------------ | ------------------------------------ | ------------------------------------ | -------------- | ------------------------- | ------------------------------ | -------------------------------- | ------------------------- | ------------------------------ | ------------------------------------------- |
| メーカー     | 車種                                 | 採用年                               | 終了年         | プリクラッシュ セーフティ | レーン ディパーチャー アラート | アダプティブ ハイビーム システム | オートマチック ハイビーム | レーダー クルーズ コントロール | 備考                                        |
| トヨタ自動車 | アバロン（4代目）                    | 2015年10月16日 （マイナーチェンジ）  | 2018年4月22日  | ●                         | ●+                             | -                                | ●                         | ●                              | モデルチェンジのため。                      |
| トヨタ自動車 | クラウンロイヤル/ クラウンアスリート | 2016年8月29日 （一部改良）           | 2018年4月26日  | ●                         | ●                              | ●                                | ●                         | ●                              | モデルチェンジに伴う第2世代への移行のため。 |
| トヨタ自動車 | クラウンマジェスタ                   | 2016年8月29日 （一部改良）           | 2018年4月27日  | ●                         | ●                              | ●                                | -                         | ●                              | シリーズの終了のため。                      |
| トヨタ自動車 | ハイランダー（3代目）                | 2016年9月27日 （マイナーチェンジ）   | 2019年12月17日 | ●                         | ●+                             | -                                | ●                         | ●                              | モデルチェンジに伴う第2世代への移行のため。 |
| トヨタ自動車 | マークX                              | 2016年11月22日 （マイナーチェンジ）  | 2019年12月23日 | ●                         | ●+                             | -                                | ●                         | ●                              | 販売終了に伴う。                            |
| トヨタ自動車 | レジアスエース                       | 2017年11月22日 （一部改良）          | 2020年4月17日  | ●                         | ●                              | -                                | ●                         | -                              | 販売終了に伴う。                            |
| トヨタ自動車 | ハリアー（3代目）                    | 2017年6月8日 （マイナーチェンジ）    | 2020年6月16日  | ●                         | ●+                             | ●                                | ●                         | ●+                             | モデルチェンジに伴う第2世代への移行のため。 |
| トヨタ自動車 | プリウス                             | 2015年12月9日 （フルモデルチェンジ） | 2020年6月30日  | ●                         | ●+                             | -                                | ●                         | ●+                             | 一部改良に伴う第2世代への移行のため。       |
| トヨタ自動車 | プリウスPHV                          | 2017年2月15日 （フルモデルチェンジ） | 2020年6月30日  | ●                         | ●+                             | ●                                | -                         | ●+                             | 一部改良に伴う第2世代への移行のため。       |
| トヨタ自動車 | ランドクルーザープラド               | 2017年9月12日 （マイナーチェンジ）   | 2020年8月2日   | ●                         | ●                              | -                                | ●                         | ●                              | 一部改良に伴う第2世代への移行のため。       |
| トヨタ自動車 | C-HR                                 | 2016年12月14日                       | 2020年8月3日   | ●                         | ●+                             | -                                | ●                         | ●+                             | 一部改良に伴う第2世代への移行のため。       |
| トヨタ自動車 | シエナ（3代目）                      | 2017年11月3日 （マイナーチェンジ）   | 2020年10月26日 | ●                         | ●+                             | -                                | ●                         | ●                              | モデルチェンジに伴う第2世代への移行のため。 |
| トヨタ自動車 | カムリ                               | 2017年7月10日 （フルモデルチェンジ） | 2021年1月31日  | ●                         | ●+                             | -                                | ●                         | ●+                             | 一部改良に伴う第2世代への移行のため。       |
| トヨタ自動車 | プリウスα                            | 2017年11月21日 （一部改良）          | 2021年3月31日  | ●                         | ●+                             | -                                | ●                         | ●                              | 販売終了に伴う。                            |
| トヨタ自動車 | ランドクルーザー200                  | 2015年8月17日 （マイナーチェンジ）   | 2021年8月1日   | ●                         | ●                              | -                                | ●                         | ●                              | モデルチェンジに伴う第2世代への移行のため。 |
| トヨタ自動車 | タンドラ（2代目）                    | 2017年2月9日 （マイナーチェンジ）    | 2021年10月     | ●                         | ●                              | -                                | ●                         | ●                              | モデルチェンジに伴う第2世代への移行のため。 |
| トヨタ自動車 | セコイア（2代目）                    | 2017年2月9日 （マイナーチェンジ）    | 2022年1月      | ●                         | ●                              | -                                | ●                         | ●                              | モデルチェンジに伴う第2世代への移行のため。 |
| ダイハツ工業 | アルティス                           | 2017年7月10日 （フルモデルチェンジ） | 2021年1月31日  | ●                         | ●+                             | -                                | ●                         | ●+                             | 一部改良に伴う第2世代への移行のため。       |
| ダイハツ工業 | メビウス                             | 2017年11月21日 （一部改良）          | 2021年3月26日  | ●                         | ●+                             | -                                | ●                         | ●                              | 販売終了に伴う。                            |

#### 備考
1. 1 2  「●+」はステアリング制御機能付。
2. 1 2  「●+」は全車速追従機能付。
3. ↑  公式サイト上では「Toyota Safety Sense」の呼称が用いられず、機能ごとの説明のみ記載。
4. ↑  「車両逸脱警報」として装備。
5. ↑  マツダは「Toyota Safety Sense」の名称を用いず「衝突回避支援パッケージ」と呼称。
6. ↑  マツダは「プリクラッシュセーフティシステム」と呼称。
7. ↑  全車標準装備。2016年9月29日の一部改良までは「Limited」にメーカーオプションで設定。
8. ↑  ロイヤルは「ロイヤルサルーンG（Four）」、アスリートは「アスリートG（Four）」のみ設定。
9. ↑  「ELEGANCE」以外のグレードに標準装備
10. ↑  「ELEGANCE」に標準装備
11. 1 2  公式サイトやカタログにおいても「Toyota Safety Sense」と表記。

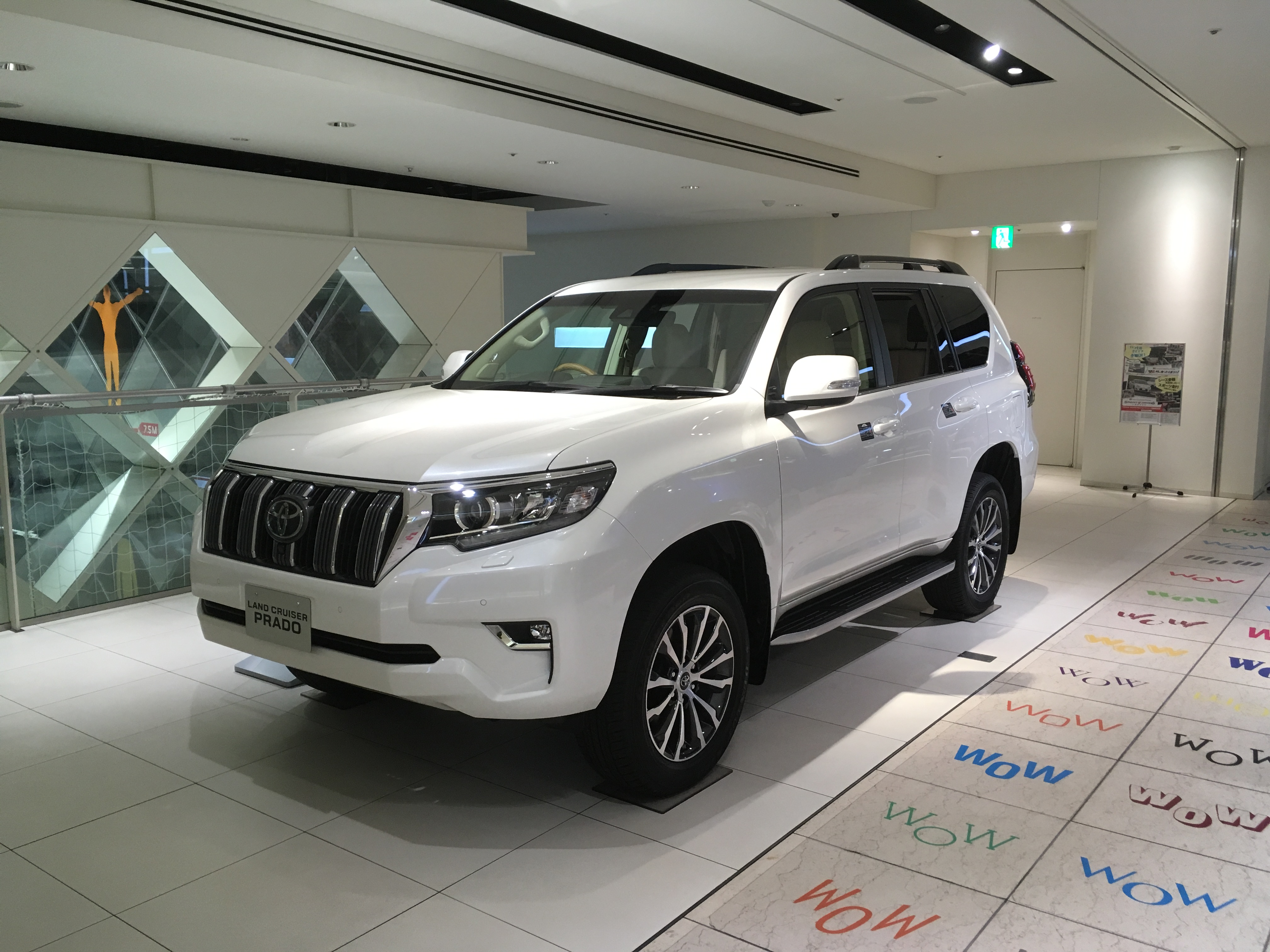
ランドクルーザープラド TZ-G
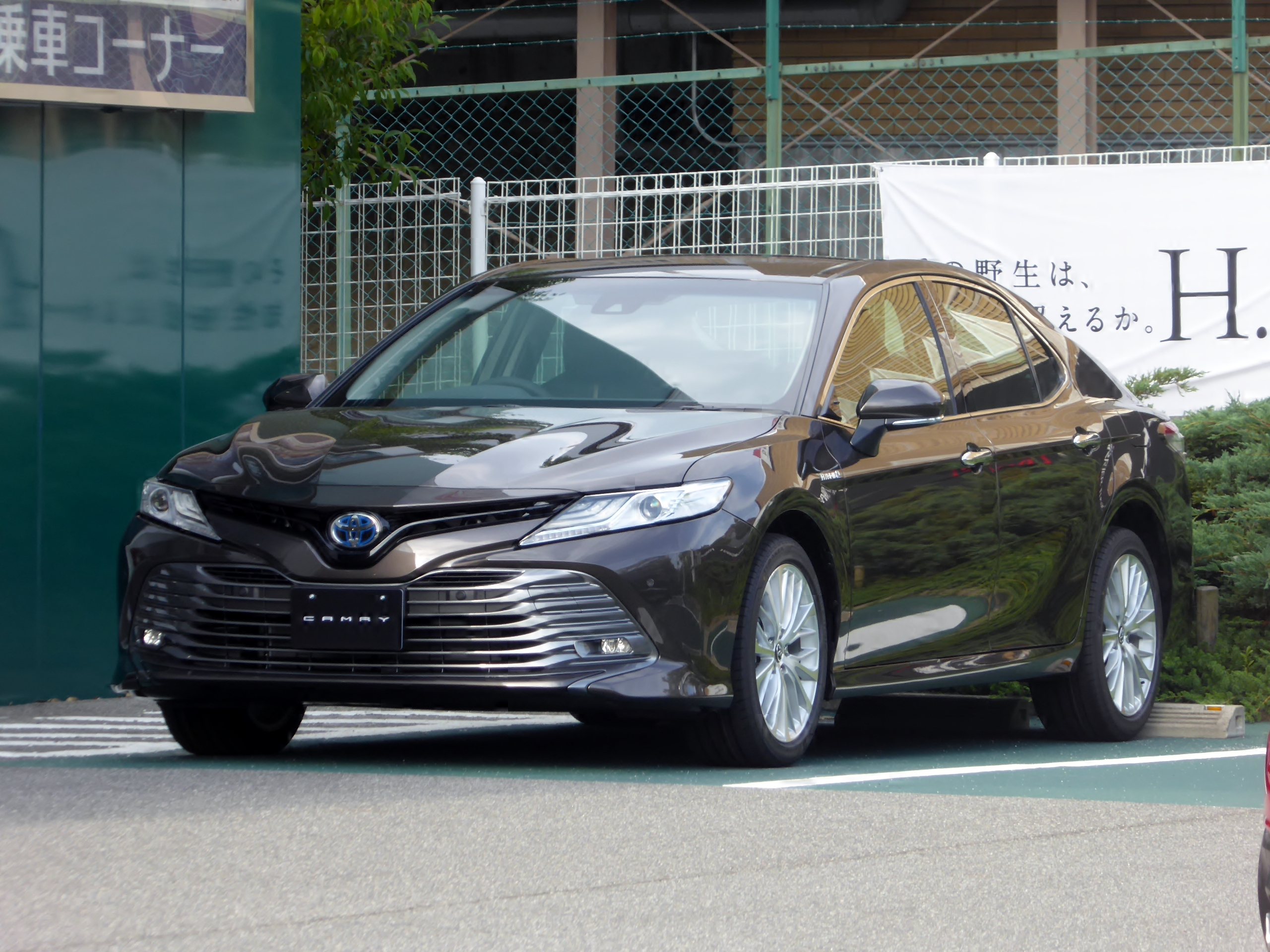
カムリ G レザーパッケージ
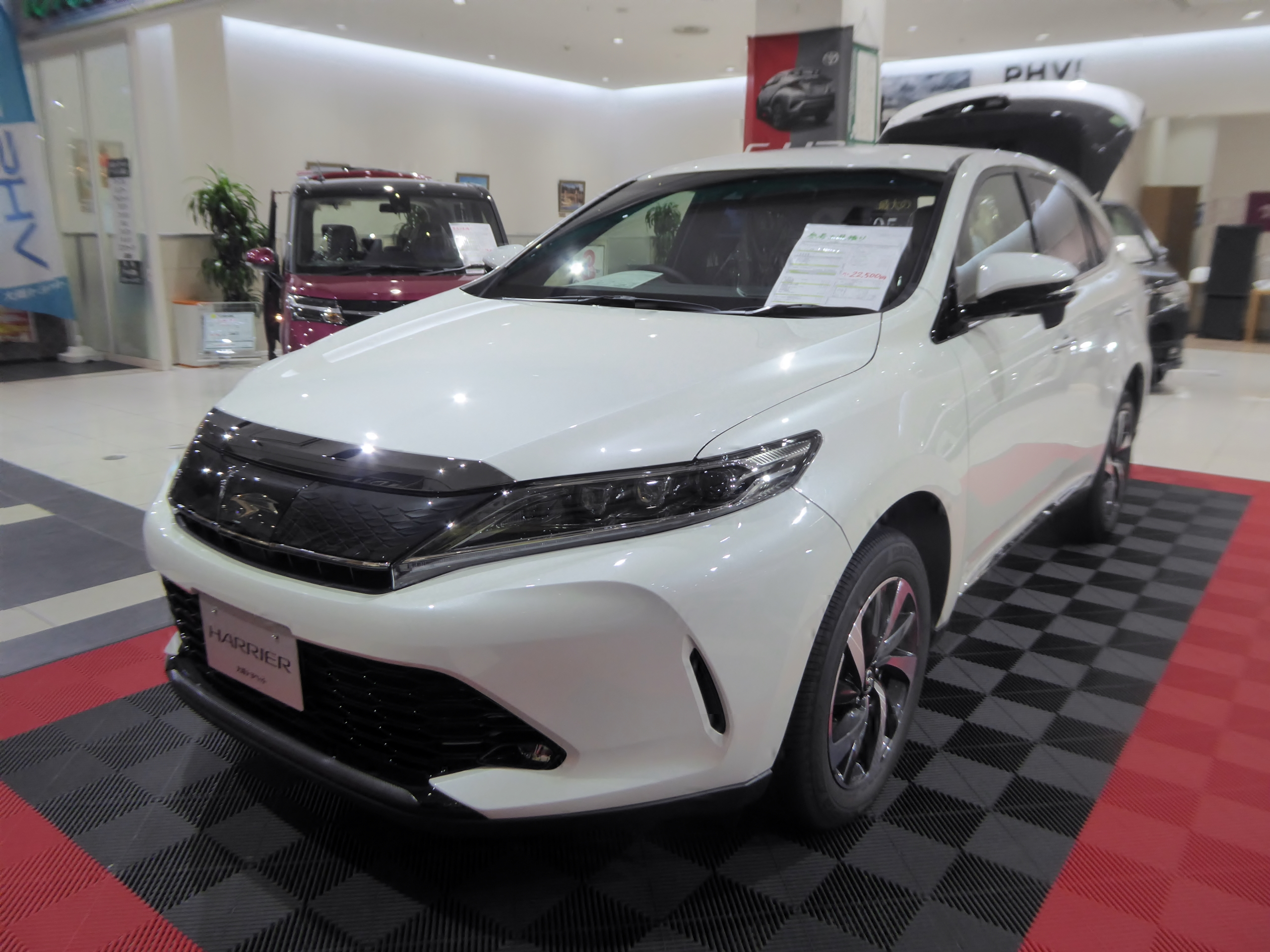
ハリアー ELEGANCE（ターボ車）
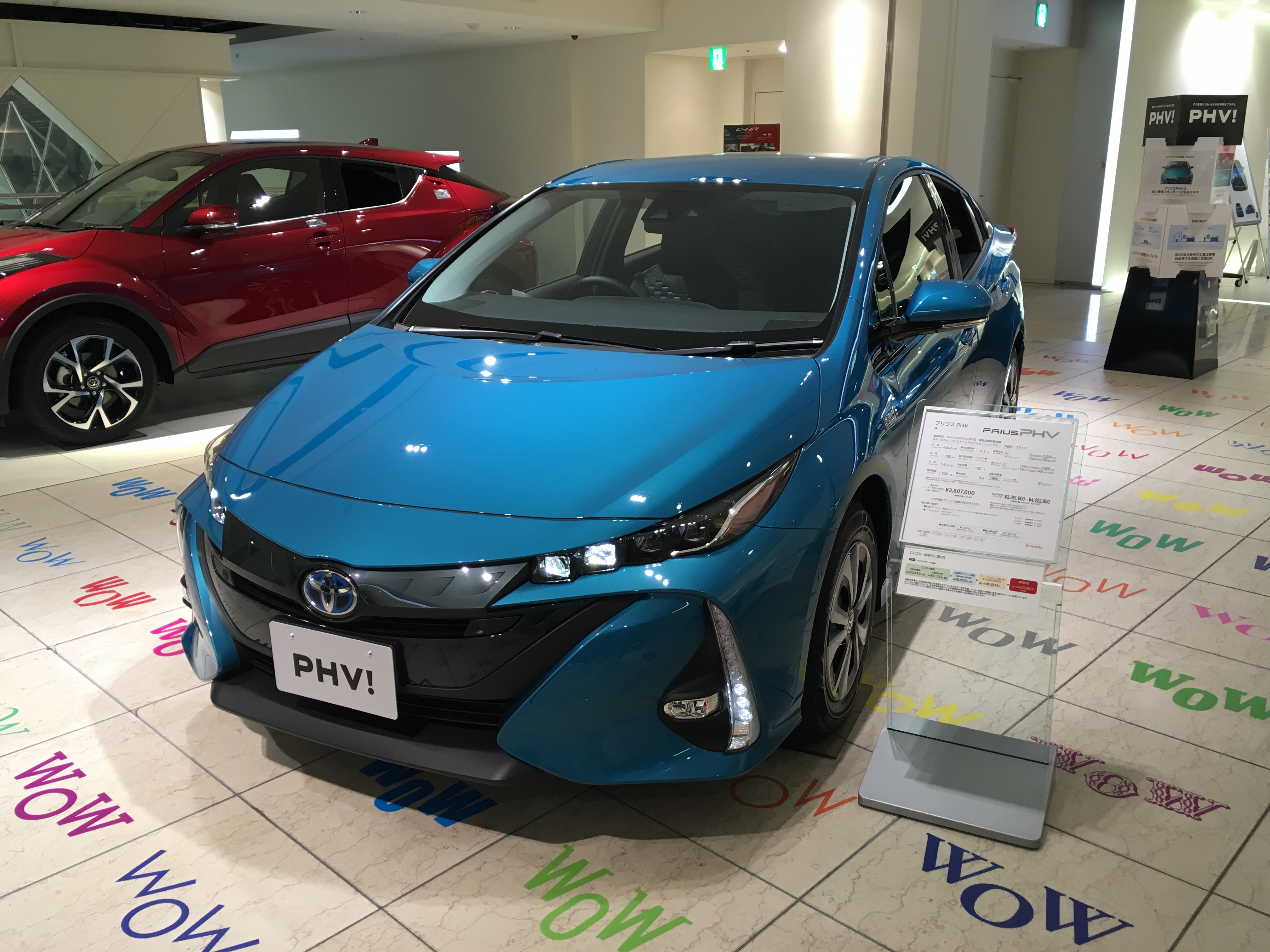
プリウスPHV A
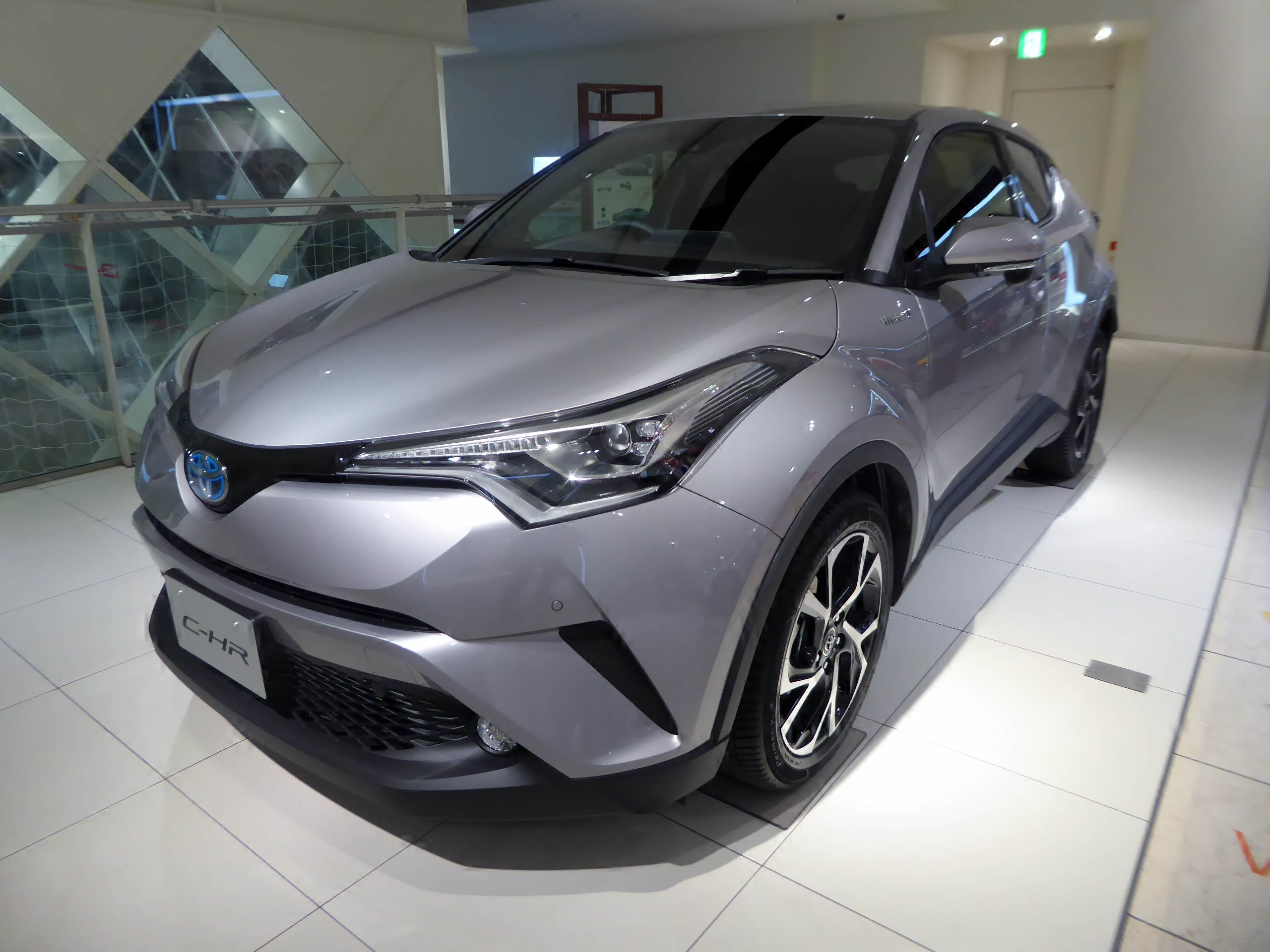
C-HR G
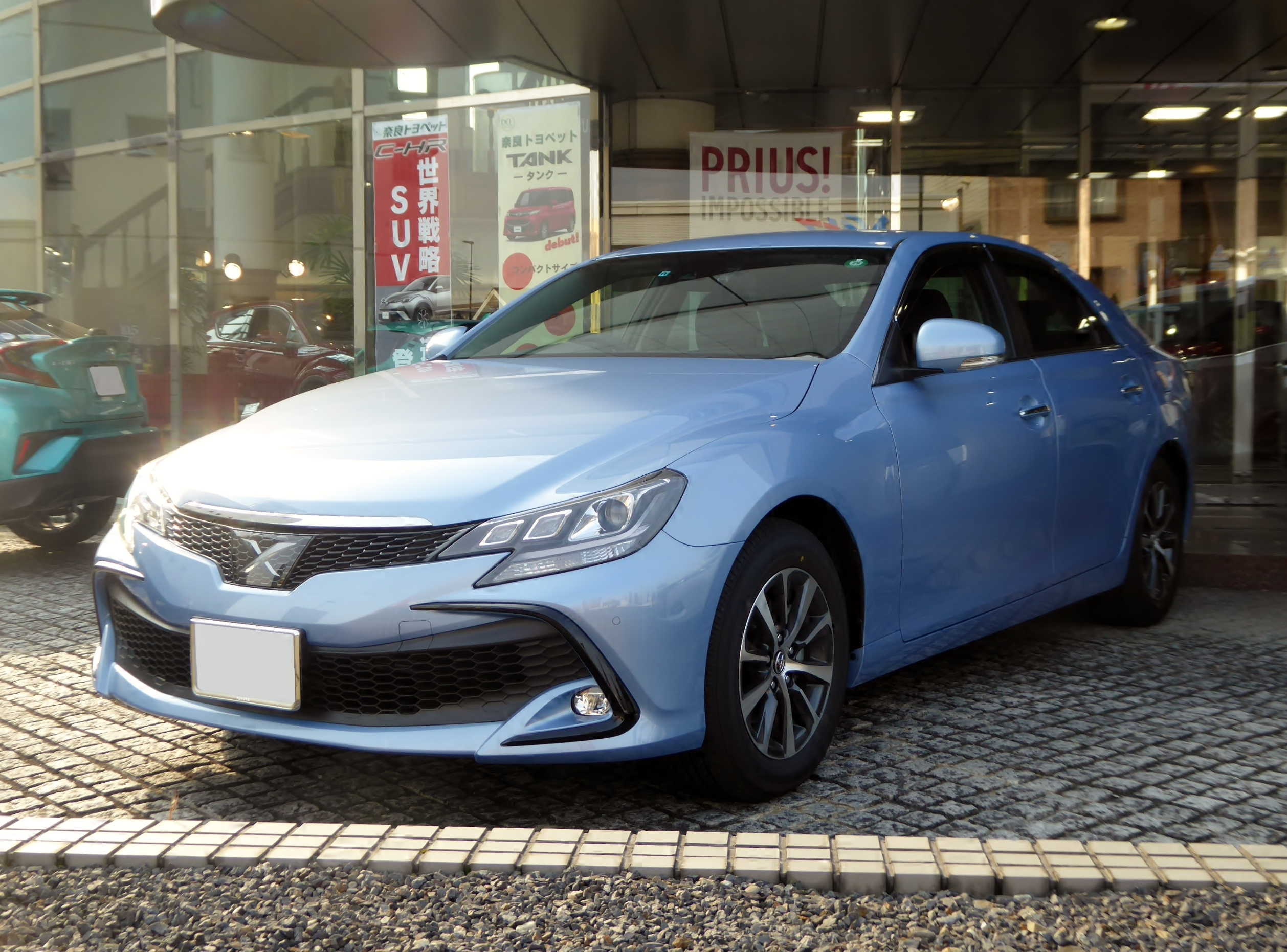
マークX 250S
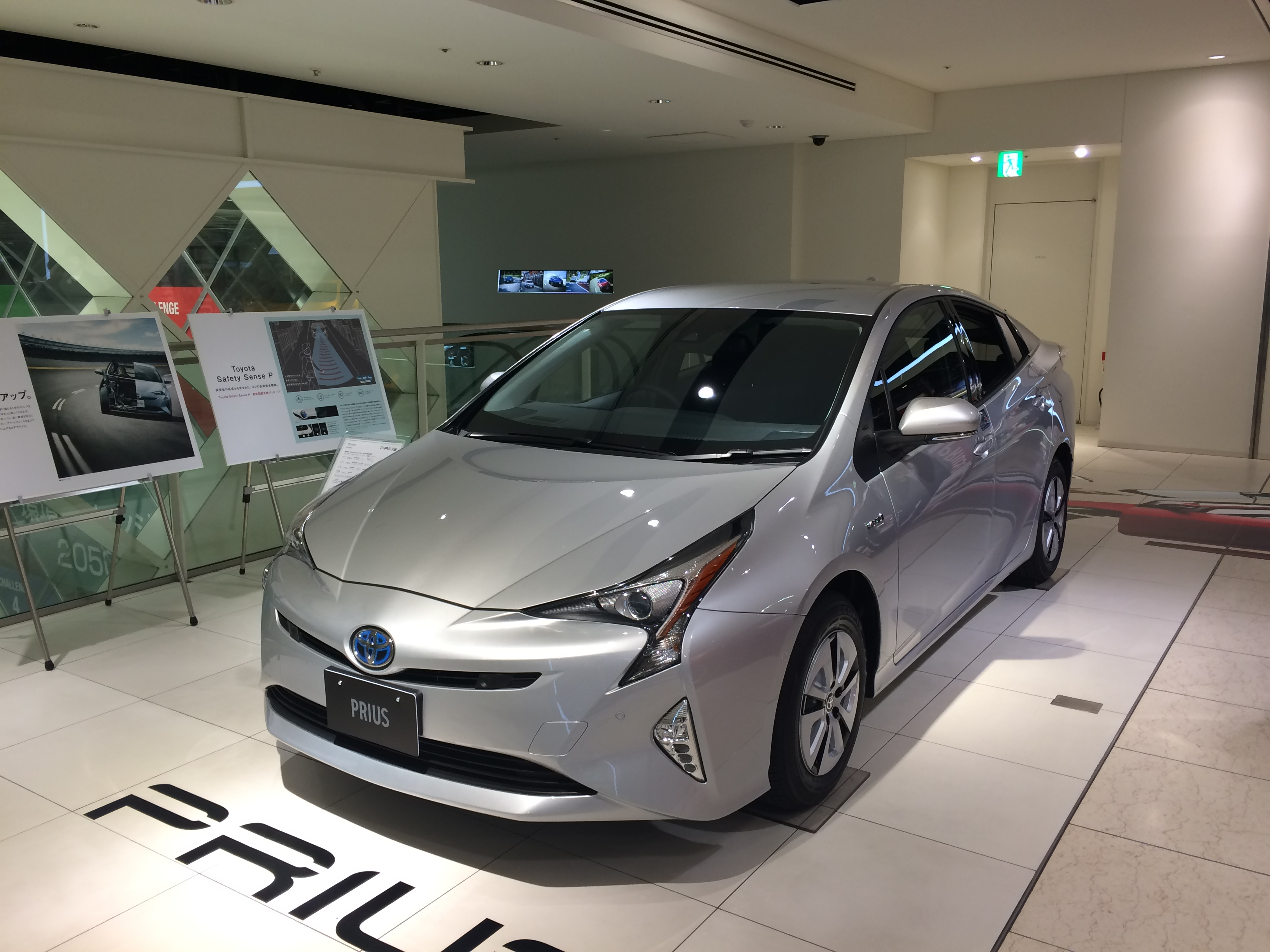
プリウス 1.8 A

## 第2世代

### Toyota Safety Sense
2017年11月、大幅な機能強化を行った新世代の予防安全パッケージとして発表。同年12月にマイナーチェンジを実施したアルファードおよびヴェルファイアに初搭載された。名称およびパッケージとしての展開は「Toyota Safety Sense」に統一し、第1世代の「Toyota Safety Sense P」に対して以下の機能を強化・追加している。
プリクラッシュセーフティ（ミリ波レーダー＋単眼カメラ方式）
単眼カメラとミリ波レーダーの性能向上により、昼間での自転車運転者や夜間の歩行者の検知機能を追加している。
2022年1月に発売されたノア/ヴォクシーでは、夜間での自転車運転者検知機能、昼間での自動二輪車検知機能が追加された。
「交差点」右折時の対向直進車・右左折時の対向方向から来る横断歩行者検知機能
2020年2月に発売されたヤリスに初搭載された。
交差点右折時に直進してくる対向車や右左折時に対向方向から横断してくる歩行者を検知し、ブザーと表示で衝突の可能性を知らせ、その後プリクラッシュブレーキを作動させる機能。
「交差点」右折時の対向直進車・右左折時の対向方向から来る横断歩行者・自転車運転者検知機能
2022年1月に発売されたノア/ヴォクシーに初搭載された。
交差点右左折時に対向方向から横断してくる歩行者に加え、新たに自転車運転者も検知し、ブザーと表示で衝突の可能性を知らせると同時にプリクラッシュブレーキを作動させるように改良された。また、交差点で隣接2レーンまでの対向車を検知できるように作動領域が拡大された。
「交差点」出会頭時の車両・自動二輪車検知機能
2022年1月に発売されたノア/ヴォクシーに初搭載された。
交差点に進入する際に交差する車両や自動二輪車を検知し、ブザーと表示で衝突の可能性を知らせると同時にプリクラッシュブレーキを作動させる機能。
緊急時操舵支援機能
2020年8月に一部改良されたC-HRに初搭載された。
歩行者と衝突する可能性が高く、自車線内に回避するための十分なスペースがあり、ドライバーの回避操舵があった場合、車両安全性確保と車線逸脱抑制のため操舵支援を行う機能。
2020年11月に一部改良されたクラウンでは、歩行者に加え自転車運転者と車両にも対応した。
2022年1月に発売されたノア/ヴォクシーでは、歩行者、自転車運転者、車両に加え自動二輪車にも対応した。
アクティブ操舵回避支援機能
2020年12月に発売されたMIRAIに搭載された。
歩行者やガードレールなどにブレーキ制御だけでは衝突の可能性が高く、操舵制御により衝突を回避できるとシステムが判断した場合、警報とブレーキ制御に加え操舵支援を行う機能。
低速時加速抑制機能
2020年2月に発売されたヤリスに初搭載された。
低速時に自車の直前にいる歩行者、自転車運転者、車両を検知し、アクセルペダルが必要以上に強く踏み込まれた場合は、エンジン出力を抑制または弱いブレーキを作動することで衝突回避または被害軽減をサポートする。
フロントクロストラフィックアラート [FCTA]
2020年12月に発売されたMIRAIに初搭載された。
交差点に進入する際などに左右から接近する車両を検知し、車両が接近しているにもかかわらず前進しようとした場合はブザーと表示で注意を促す機能。
レーントレーシングアシスト [LTA]
レーダークルーズコントロール作動時に路面の白線・橙線を認識し、線が認識できない場合は前車に追従するように車線維持に必要なハンドル操作支援を行う。クルーズコントロール未使用時も車線から逸脱する可能性がある際に警告し、逸脱を避けるためのステアリング操作支援を行う機能。
ドライバー異常時対応システム
2020年11月に一部改良されたクラウンに初搭載された。
LTA制御中にドライバーの無操作状態が継続されると、音と表示と緩減速によりドライバーに操作を促し、それでも反応がない場合はハザードとホーンで車外に異常を知らせ、自車線内に減速停車する機能。停車後は、ドア解錠やヘルプネット自動接続による救命要請も行う。
レーンチェンジアシスト [LCA]
2020年12月に発売されたMIRAIに初搭載された。
高速道路や自動車専用道路でLTA作動中、ドライバーの方向指示レバーを合図に、レーンチェンジのための操舵と車線変更先車両監視の支援を行う機能。
ロードサインアシスト [RSA]
カメラで認識した道路標識をマルチインフォメーションディスプレイやヘッドアップディスプレイに表示することで、標識の見落としを減らして安全運転を促す機能。
先行車発進告知機能 [TMN]
ブレーキペダルを踏んで停車している際に、先行車が約4 m以上進んでも発進しなかった場合、ブザーと表示で知らせる機能。
発進遅れ告知機能 [TMN]
2022年1月に発売されたノア/ヴォクシーに初搭載された。
先行車発進告知機能に加え、交差点で信号が青に変わった際にもブザーと表示で知らせる機能。
プロアクティブドライビングアシスト [PDA]
2022年1月に発売されたノア/ヴォクシーに初搭載された。
歩行者の横断などリスクの先読みを行うことで、危険に近づきすぎないように運転操作をサポートする機能。
以下の機能は第1世代から引き続いてパッケージ化されている。また、第2世代より各機能の名称には略称が付記されるようになった。
- レーンディパーチャーアラート [LDA]（ステアリング制御機能付）
- アダプティブハイビームシステム [AHS]
- オートマチックハイビーム [AHB]
- レーダークルーズコントロール（全車速追従機能付/ブレーキ制御付）

#### 採用車種
現在
| メーカー     | 車種                         | 採用年                                | 装備                      | 装備                 | 装備            | 装備            | 装備 | 装備 | 装備 | 装備 | 装備 | 装備                           | 装備 | 装備 |
| ------------ | ---------------------------- | ------------------------------------- | ------------------------- | -------------------- | --------------- | --------------- | ---- | ---- | ---- | ---- | ---- | ------------------------------ | ---- | ---- |
| メーカー     | 車種                         | 採用年                                | プリクラッシュ セーフティ | 交差点 衝突回避 支援 | 緊急時 操舵支援 | 低速時 加速抑制 | FCTA | LTA  | LDA  | LCA  | AHS  | レーダー クルーズ コントロール | TMN  | PDA  |
| トヨタ自動車 | カローラスポーツ             | 2018年6月26日                         | ●+                        | ●+                   | ●+              | ●               | -    | ●+   | ●+   | -    | -    | ◎+                             | ●+   | ●    |
| トヨタ自動車 | RAV4                         | 2019年4月10日 （フルモデルチェンジ）  | ●                         | ●                    | ●+              | ●               | -    | ●+   | -    | -    | -    | ◎+                             | ●    | -    |
| トヨタ自動車 | カローラ/ カローラツーリング | 2019年9月17日 （フルモデルチェンジ）  | ●+                        | ●+                   | ●+              | ●               | -    | ●    | ●+   | -    | -    | ◎+                             | ●+   | ●    |
| トヨタ自動車 | グランエース                 | 2019年11月25日                        | ●                         | -                    | -               | -               | -    | -    | ●++  | -    | -    | ●                              | ●    | -    |
| トヨタ自動車 | ハイランダー（4代目）        | 2019年12月18日 （フルモデルチェンジ） | ●                         | -                    | -               | -               | -    | ●    | ●+   | -    | -    | ◎                              | ●    | -    |
| トヨタ自動車 | ヤリス                       | 2020年2月10日                         | ●                         | ●                    | ●               | ●               | -    | ●    | ●+   | -    | -    | ◎                              | ●    | -    |
| トヨタ自動車 | ハリアー（4代目）            | 2020年6月17日 （フルモデルチェンジ）  | ●                         | ●                    | ●+              | ●               | -    | ●+   | -    | -    | ●    | ◎+                             | ●    | -    |
| トヨタ自動車 | ランドクルーザープラド       | 2020年8月3日 （一部改良）             | ●                         | -                    | -               | -               | -    | -    | ●++  | -    | -    | ●                              | ●    | -    |
| トヨタ自動車 | ヤリスクロス                 | 2020年8月31日                         | ●                         | ●                    | ●               | ●               | -    | ●    | -    | -    | ●    | ◎                              | ●    | -    |
| トヨタ自動車 | GRヤリス                     | 2020年9月4日                          | ●                         | ●                    | ●               | ●               | -    | ●    | -    | -    | -    | ●                              | ●    | -    |
| トヨタ自動車 | シエナ（4代目）              | 2020年10月27日 （フルモデルチェンジ） | ●                         | -                    | -               | -               | -    | ●    | -    | -    | -    | ◎                              | ●    | -    |
| トヨタ自動車 | MIRAI（2代目）               | 2020年12月9日 （フルモデルチェンジ）  | ●                         | ●                    | ◎               | ●               | ●    | ●+   | -    | ●    | ●    | ◎+                             | ●    | -    |
| トヨタ自動車 | カムリ                       | 2021年2月1日 （一部改良）             | ●                         | ●                    | ●+              | ●               | -    | ●+   | -    | -    | -    | ◎+                             | ●    | -    |
| トヨタ自動車 | アクア（2代目）              | 2021年7月19日 （フルモデルチェンジ）  | ●                         | ●                    | ●               | ●               | -    | ●    | -    | -    | -    | ◎                              | ●    | -    |
| トヨタ自動車 | ランドクルーザー300          | 2021年8月2日 （フルモデルチェンジ）   | ●                         | ●                    | ●+              | ●               | -    | ●+   | ●++  | -    | ●    | ◎+                             | ●    | -    |
| トヨタ自動車 | カローラクロス               | 2021年9月14日                         | ●+                        | ●+                   | ●+              | ●               | -    | ●+   | ●+   | -    | -    | ◎+                             | ●+   | ●    |
| トヨタ自動車 | アイゴクロス                 | 2021年11月5日                         | ●                         | -                    | -               | -               | -    | ●    | -    | -    | -    | ◎                              | ●    | -    |
| トヨタ自動車 | タンドラ（3代目）            | 2021年12月3日 （フルモデルチェンジ）  | ●                         | -                    | -               | -               | -    | ●    | ●+   | -    | -    | ◎                              | ●    | -    |
| トヨタ自動車 | ノア（4代目）                | 2022年1月13日 （フルモデルチェンジ）  | ●+                        | ●+                   | ●++             | ●               | ●    | ●+   | ●+   | ●    | ●    | ◎+                             | ●+   | ●    |
| トヨタ自動車 | ヴォクシー（4代目）          | 2022年1月13日 （フルモデルチェンジ）  | ●+                        | ●+                   | ●++             | ●               | ●    | ●+   | ●+   | ●    | ●    | ◎+                             | ●+   | ●    |
| トヨタ自動車 | bZ4X                         | 2022年5月12日                         | ●+                        | ●+                   | ●++             | ●               | -    | ●+   | ●+   | -    | ●    | ◎+                             | ●+   | ●    |
| トヨタ自動車 | シエンタ（3代目）            | 2022年8月23日 （フルモデルチェンジ）  | ●+                        | ●+                   | ●++             | ●               | -    | ●+   | ●+   | -    | ●    | ◎+                             | ●+   | ●    |
| トヨタ自動車 | クラウンクロスオーバー       | 2022年9月1日 （フルモデルチェンジ）   | ●+                        | ●+                   | ◎               | ●               | ●    | ●+   | ●+   | ●    | ●    | ◎+                             | ●+   | ●    |
| トヨタ自動車 | セコイア（3代目）            | 2022年9月 （フルモデルチェンジ）      | ●                         | -                    | -               | -               | -    | ●    | ●+   | -    | -    | ◎                              | ●    | -    |
| トヨタ自動車 | イノーバ（3代目）            | 2022年11月 （フルモデルチェンジ）     | ●                         | -                    | -               | -               | -    | ●    | ●    | -    | -    | ●                              | -    | -    |
| トヨタ自動車 | プリウス（5代目）            | 2023年1月10日 （フルモデルチェンジ）  | ●+                        | ●+                   | ●++             | ●               | ●    | ●+   | ●+   | ●    | ●    | ◎+                             | ●+   | ●    |
| トヨタ自動車 | GRカローラ                   | 2023年年初                            | ●+                        | ●+                   | ●+              | ●               | -    | ●    | ●+   | -    | -    | ●+                             | ●+   | -    |
| トヨタ自動車 | アルファード（4代目）        | 2023年6月21日 （フルモデルチェンジ）  | ●+                        | ●+                   | ◎               | ●               | ●    | ●+   | ●+   | ●    | ●    | ◎+                             | ●+   | ●    |
| トヨタ自動車 | ヴェルファイア（3代目）      | 2023年6月21日 （フルモデルチェンジ）  | ●+                        | ●+                   | ◎               | ●               | ●    | ●+   | ●+   | ●    | ●    | ◎+                             | ●+   | ●    |
| トヨタ自動車 | クラウンスポーツ             | 2023年11月                            | ●+                        | ●+                   | ◎               | ●               | ●    | ●+   | ●+   | ●    | ●    | ◎+                             | ●+   | ●    |
| トヨタ自動車 | クラウン（16代目）           | 2023年11月 （フルモデルチェンジ）     | ●+                        | ●+                   | ◎               | ●               | ●    | ●+   | ●+   | ●    | ●    | ◎+                             | ●+   | ●    |
| トヨタ自動車 | センチュリー                 | 2023年 （新モデル追加）               | ●+                        | ●+                   | ◎               | ●               | ●    | ●+   | ●+   | ●    | ●    | ◎+                             | ●+   | ●    |
| ダイハツ工業 | アルティス                   | 2021年2月1日 （一部改良）             | ●                         | ●                    | ●+              | ●               | -    | ●+   | -    | -    | -    | ◎+                             | ●    | -    |
| SUBARU       | ソルテラ                     | 2022年5月12日                         | ●+                        | ●+                   | ●++             | ●               | -    | ●+   | ●+   | -    | ●    | ◎+                             | ●+   | ●    |
| スズキ       | ランディ                     | 2022年8月8日 （フルモデルチェンジ）   | ●+                        | ●+                   | ●++             | ●               | -    | ●+   | ●+   | -    | -    | ◎+                             | ●+   | ●    |

過去
| 車種                    | 採用年                               | 終了年        | 装備                      | 装備                 | 装備            | 装備            | 装備 | 装備 | 装備 | 装備 | 装備 | 装備                           | 装備 | 装備 | 備考                               |
| ----------------------- | ------------------------------------ | ------------- | ------------------------- | -------------------- | --------------- | --------------- | ---- | ---- | ---- | ---- | ---- | ------------------------------ | ---- | ---- | ---------------------------------- |
| 車種                    | 採用年                               | 終了年        | プリクラッシュ セーフティ | 交差点 衝突回避 支援 | 緊急時 操舵支援 | 低速時 加速抑制 | FCTA | LTA  | LDA  | LCA  | AHS  | レーダー クルーズ コントロール | TMN  | PDA  | 備考                               |
| MIRAI（初代）           | 2018年10月30日 （一部改良）          | 2020年6月19日 | ●                         | -                    | -               | -               | -    | -    | ●+   | -    | -    | ●                              | ●    | -    | フルモデルチェンジに伴う販売終了。 |
| クラウン（15代目）      | 2018年6月26日 （フルモデルチェンジ） | 2022年7月14日 | ●                         | ●                    | ●+              | ●               | -    | ●+   | -    | -    | ●    | ◎+                             | ●    | -    | フルモデルチェンジに伴う販売終了。 |
| RAV4 PHV                | 2020年6月8日                         | 2022年10月3日 | ●                         | -                    | -               | -               | -    | ●    | -    | -    | -    | ◎                              | ●    | -    | 一部改良に伴いRAV4に統合。         |
| プリウス（4代目）       | 2020年7月1日 （一部改良）            | 2023年1月9日  | ●                         | -                    | -               | -               | -    | ●    | -    | -    | -    | ◎                              | ●    | -    | フルモデルチェンジに伴う販売終了。 |
| プリウスPHV             | 2020年7月1日 （一部改良）            | 2023年1月9日  | ●                         | -                    | -               | -               | -    | ●    | -    | -    | ●    | ◎                              | ●    | -    | フルモデルチェンジに伴う販売終了。 |
| アルファード（3代目）   | 2017年12月25日 （マイナーチェンジ）  | 2023年6月20日 | ●                         | -                    | -               | -               | -    | ●    | -    | -    | ●    | ◎                              | ●    | -    | フルモデルチェンジに伴う販売終了。 |
| ヴェルファイア（2代目） | 2017年12月25日 （マイナーチェンジ）  | 2023年6月20日 | ●                         | -                    | -               | -               | -    | ●    | -    | -    | ●    | ◎                              | ●    | -    | フルモデルチェンジに伴う販売終了。 |
| C-HR                    | 2020年8月4日 （一部改良）            | 2023年8月     | ●                         | ●                    | ●               | ●               | -    | ●    | -    | -    | -    | ◎                              | ●    | -    | 販売終了。                         |

#### 備考
1. 1 2  表の装備の他に「ロードサインアシスト [RSA]」が全車標準装備、「アダプティブハイビームシステム [AHS]」非搭載車は「オートマチックハイビーム [AHB]」が標準装備。
2. 1 2  「●+」は夜間での自転車運転者検知機能、昼間での自動二輪車検知機能を加えた改良型を搭載。
3. 1 2  「●+」は右左折時に加え、出合頭車両に対しても作動する改良型を搭載。
4. 1 2  「●+」は歩行者に加え、自転車運転者、車両に対しても作動する改良型を搭載。「●++」は歩行者に加え、自転車運転者、車両、自動二輪車に対しても作動する改良型を搭載。「◎」はアクティブ操舵回避支援機能を搭載。
5. 1 2  「●+」はドライバー異常時対応システム付。
6. 1 2  「●+」はステアリング制御機能付、「●++」はヨーアシスト機能付。
7. 1 2  「●」はブレーキ制御付、「◎」は全車速追従機能付、「+」はカーブ速度抑制機能付。
8. 1 2  「●+」は信号機の表示の検出にも対応した「発進遅れ告知機能」搭載。
9. 1 2  夜間での自転車運転者検知機能、昼間での自動二輪車検知機能は2022年10月3日の一部改良で追加[53]。
10. 1 2 3 4 5 6 7 8  2022年10月3日の一部改良で追加[53]。
11. ↑  2022年10月3日の一部改良まで設定されていた6速MT車には非搭載。ドライバー異常時対応システムは2022年10月3日の一部改良で追加[53]。
12. 1 2  2022年10月3日の一部改良まで設定されていた6速MT車は「ブレーキ制御付」となる。カーブ速度抑制機能は2022年10月3日の一部改良で追加[53]。
13. 1 2  2022年10月3日の一部改良で発信遅れ告知機能に改良[53]。
14. 1 2  2022年10月4日の一部改良で追加[55]。
15. ↑  2022年10月4日の一部改良で追加[55]。「Z」は歩行者、自転車運転者、車両に対して作動するものを、「Z」以外は歩行者のみに対して作動するものを搭載。
16. ↑  ドライバー異常時対応システムは2022年10月4日の一部改良で「Z」に追加[55]。
17. ↑  カーブ速度抑制機能は2022年10月4日の一部改良で「Z」に追加[55]。
18. ↑  全車標準装備。2022年10月3日の一部改良までは「G-X」（ガソリン車）、6速MT車を除いて標準装備（「G-X」（ガソリン車）はメーカーオプションで設定）。ドライバー異常時対応システムは2022年10月3日の一部改良で「X」（ガソリン車）を除いて追加[53]。
19. 1 2  「X "Bパッケージ"」は非搭載。
20. ↑  2021年5月10日の一部改良で追加[60]。
21. 1 2  6速MT車を除いて標準装備。
22. ↑  1.0Lガソリン車を除いて標準装備。
23. ↑  「G」「X」の1.0Lガソリン車に標準装備。
24. ↑  1.0Lガソリン車、6速MT車を除いて標準装備。6速MT車は「ブレーキ制御付」となる。2021年5月の一部改良までは1.0Lガソリン車を除いて「ブレーキ制御付」を標準装備[60]。
25. 1 2 3  2022年10月4日の一部改良で追加[62]。
26. ↑  ドライバー異常時対応システムは2022年10月4日の一部改良で追加[62]。
27. ↑  「S」を除いて標準装備。
28. ↑  カーブ速度抑制機能は2022年10月4日の一部改良で追加[62]。
29. ↑  「HYBRID Z」「Z」にメーカーオプションで設定。
30. ↑  「RC」を除いてメーカーオプションで設定。
31. ↑  「RS」にのみ装備。
32. 1 2 3  「Z "Executive Package Advanced Drive"」「Z "Advanced Drive"」に標準装備。
33. ↑  「Z」に標準装備。
34. ↑  「ZX」「GR SPORT」「VX」に標準装備。
35. ↑  「ZX」「GR SPORT」に標準装備。
36. ↑  夜間での自転車運転者検知機能、昼間での自動二輪車検知機能は2023年10月18日の一部改良で追加[72]。
37. 1 2 3 4 5  2023年10月18日の一部改良で追加[72]。
38. ↑  ドライバー異常時対応システムは2023年10月18日の一部改良で追加[72]。
39. ↑  カーブ速度抑制機能は2023年10月18日の一部改良で追加[72]。
40. ↑  2023年10月18日の一部改良で発信遅れ告知機能に改良[72]。
41. 1 2  「X」を除いてメーカーオプションで設定。
42. ↑  「S-Z」「Z」にメーカーオプションで設定。
43. 1 2  全車にメーカーオプションで設定。
44. ↑  「S-Z」にメーカーオプションで設定。
45. ↑  ドライバー異常時対応システムは、ハイブリッド車の「Z」に標準装備。
46. ↑  「Z」に標準装備。
47. ↑  歩行者に加え、自転車運転者、車両、自動二輪車に対しても作動する改良型を全車標準装備。アクティブ操舵回避支援機能は「CROSSOVER RS」「CROSSOVER RS "Advanced"」にメーカーパッケージオプションで設定。
48. 1 2  「CROSSOVER RS」「CROSSOVER RS "Advanced"」にメーカーパッケージオプションで設定。
49. ↑  「CROSSOVER RS」「CROSSOVER RS "Advanced"」「CROSSOVER G "Leather Package"」「CROSSOVER G "Advanced・Leather Package"」に標準装備。
50. 1 2 3  「Z」に標準装備（「U」にメーカーオプションで設定）。
51. ↑  プラグインハイブリッド車に標準装備。
52. ↑  「Executive Lounge」に標準装備（「Z」にメーカーオプションで設定）。
53. ↑  公式サイトやカタログにおいても「Toyota Safety Sense」と表記。
54. ↑  SUBARUは「Toyota Safety Sense」の名称を用いず「SUBARU Safety Sense」と呼称。
55. ↑  スズキは「Toyota Safety Sense」の名称を用いず「Safety Sense」と呼称。
56. 1 2 3  2020年11月2日の一部改良で追加[92]。
57. ↑  「B」「B Four」「RS-B」「RS-B Four」「S」「S Four」を除いて標準装備。2020年11月の一部改良までは「B」「RS-B」「S」「S "C package"」「S Four」「S Four "C package"」を除いて標準装備。
58. ↑  「Aプレミアム」及び「A」に標準装備。
59. ↑  「X」「S」を除いて標準装備。2019年12月の一部改良までは「Executive Lounge」「Executive Lounge S」に標準装備（「X」「S」「S "Aパッケージ"」を除いてメーカーオプションで設定）。
60. ↑  「X」「Z」を除いて標準装備。2019年12月の一部改良までは「Executive Lounge」「Executive Lounge Z」に標準装備（「X」「Z」「Z "Aエディション"」を除いてメーカーオプションで設定）。
61. ↑  6速MT車は「ブレーキ制御付」となる。

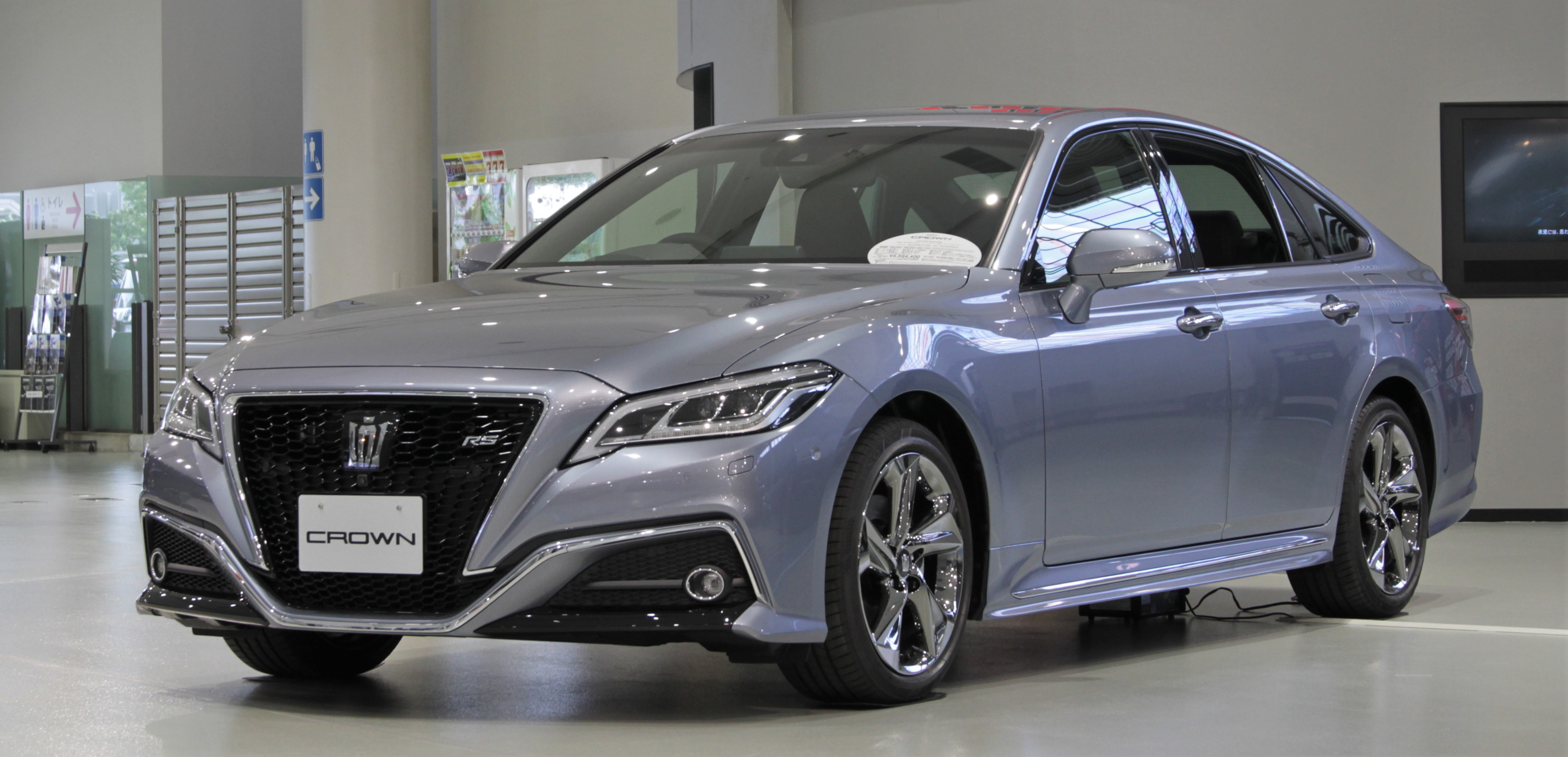
クラウン 2.0 RS
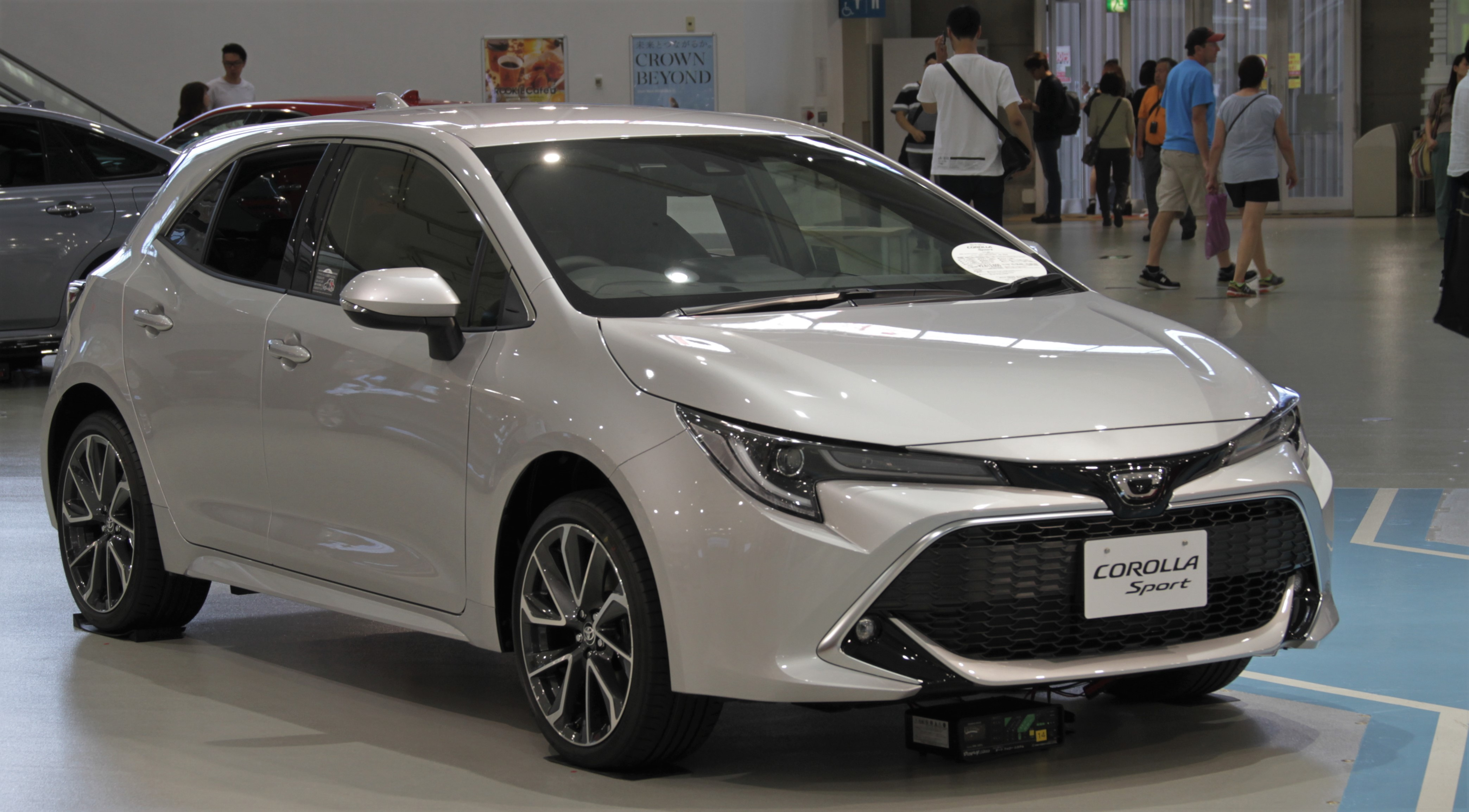
カローラスポーツ G"Z"
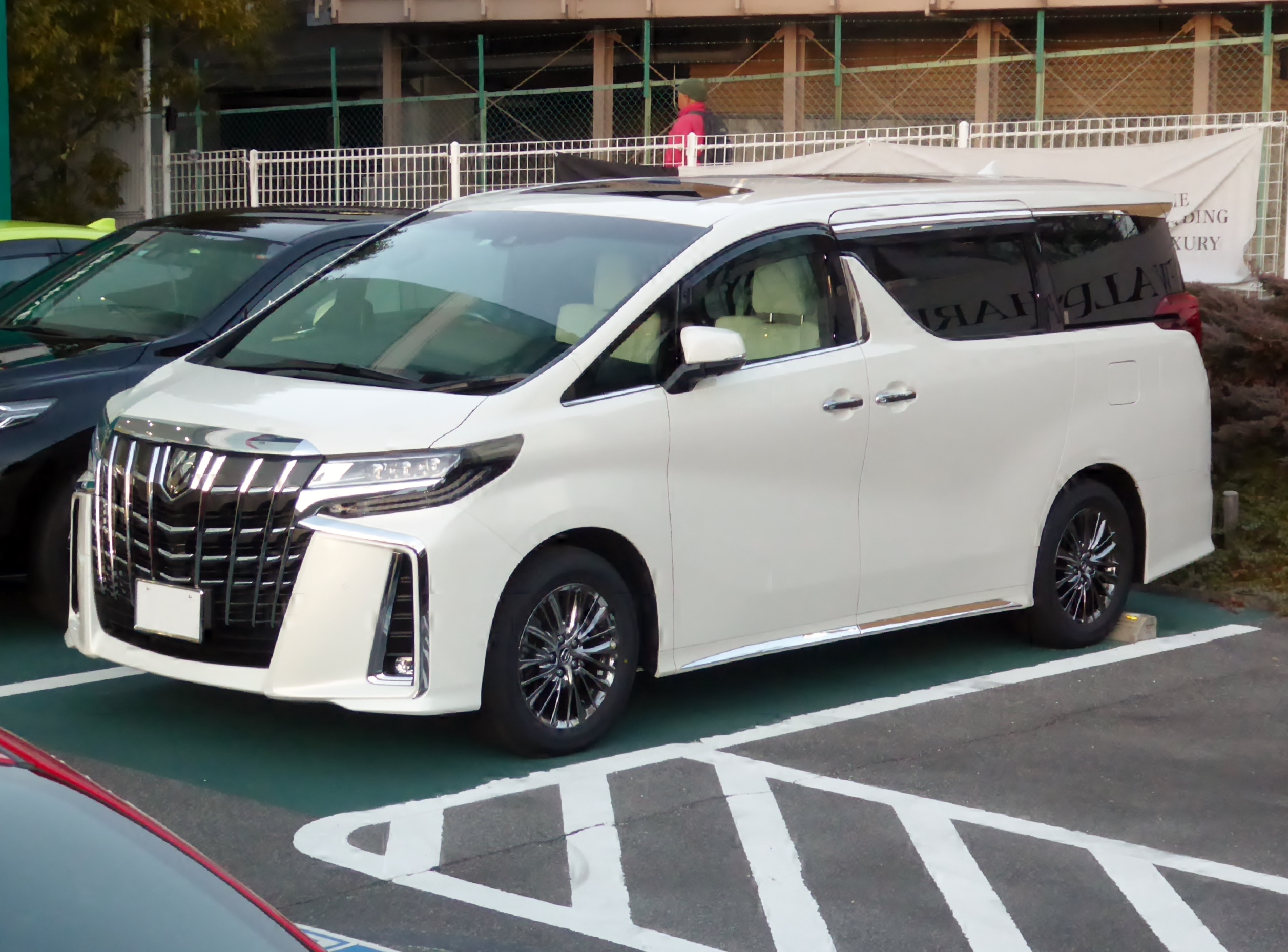
アルファード Executive Lounge S
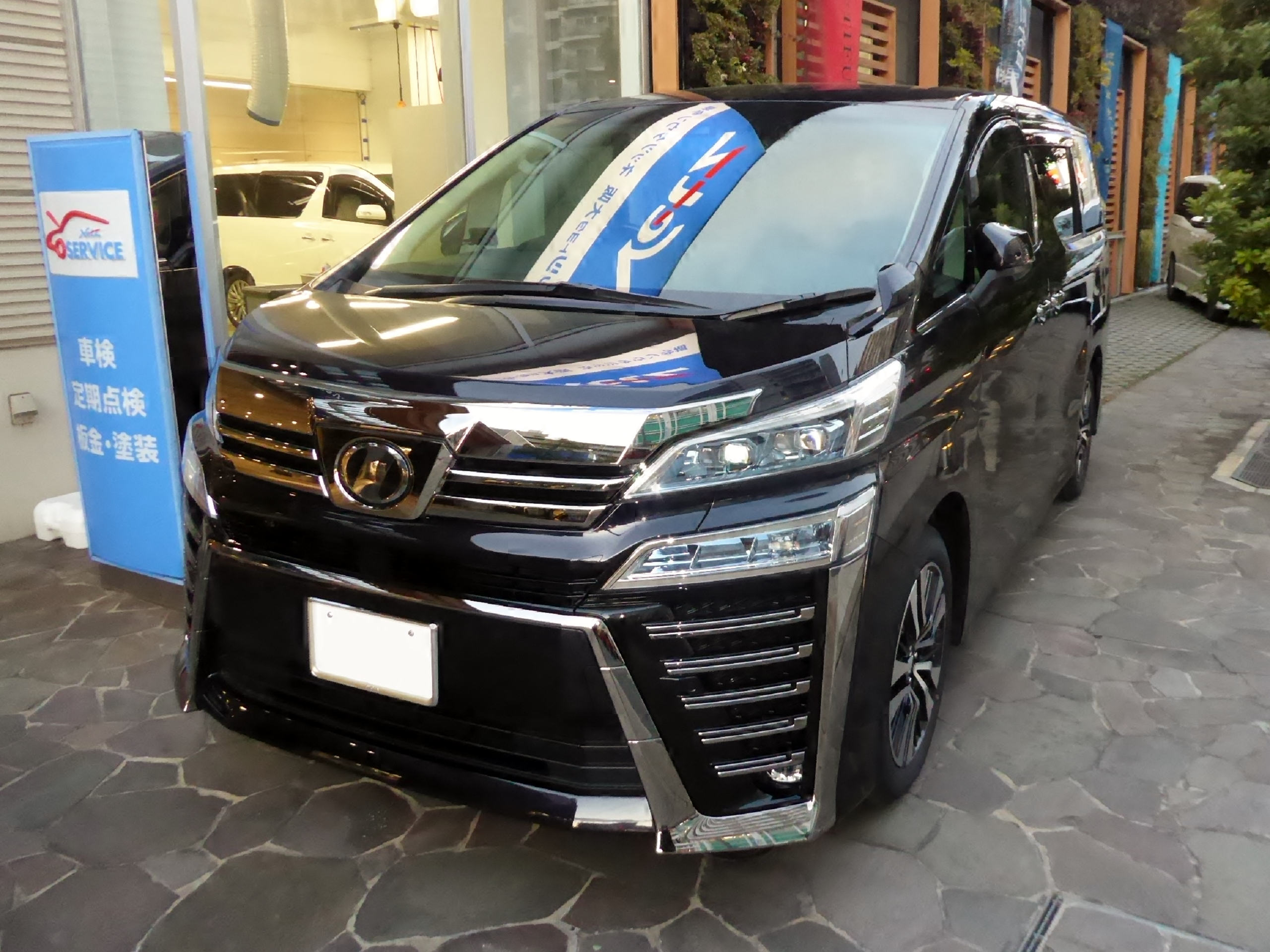
ヴェルファイア Z"Gエディション"
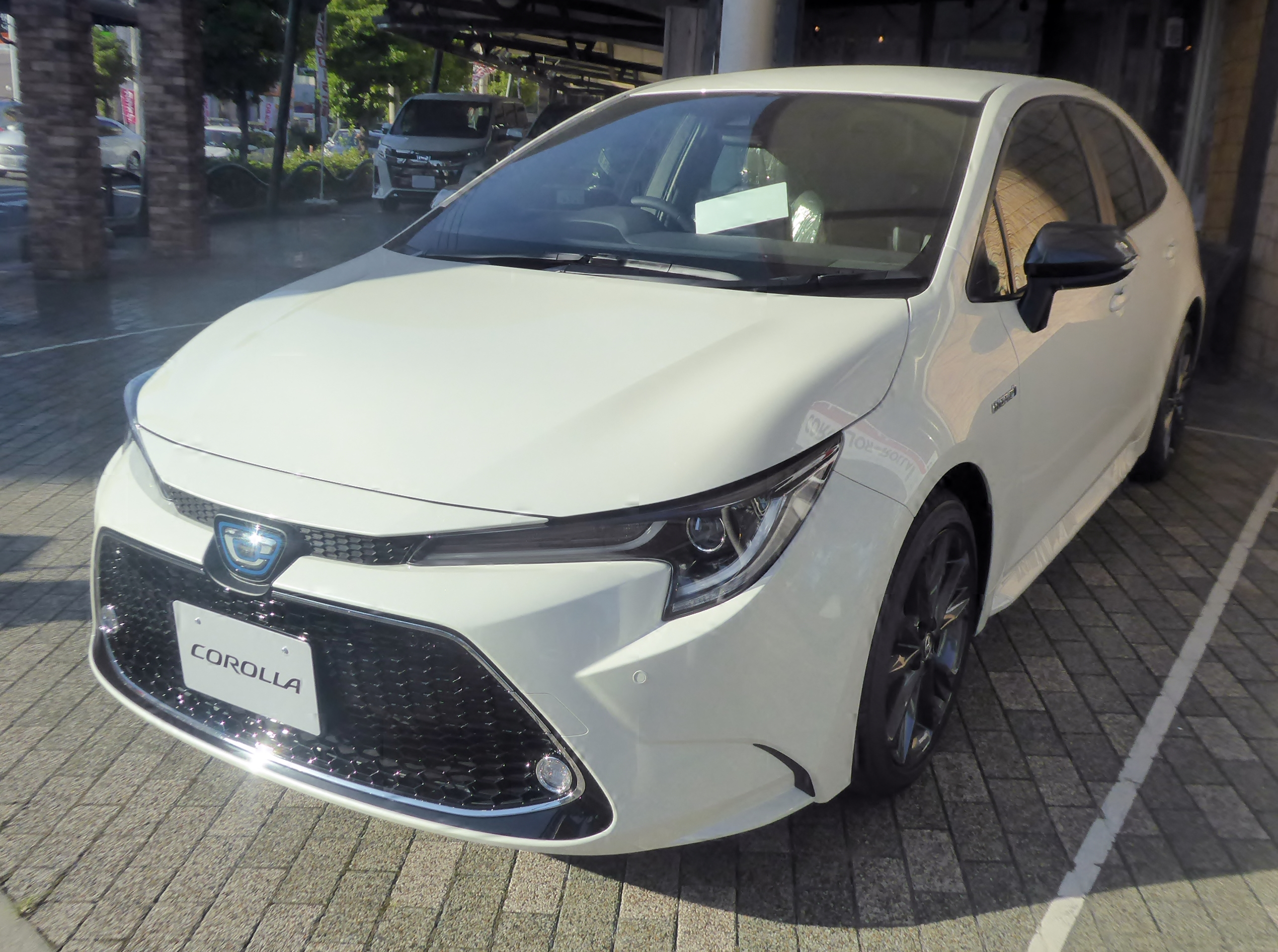
カローラ HYBRID W×B
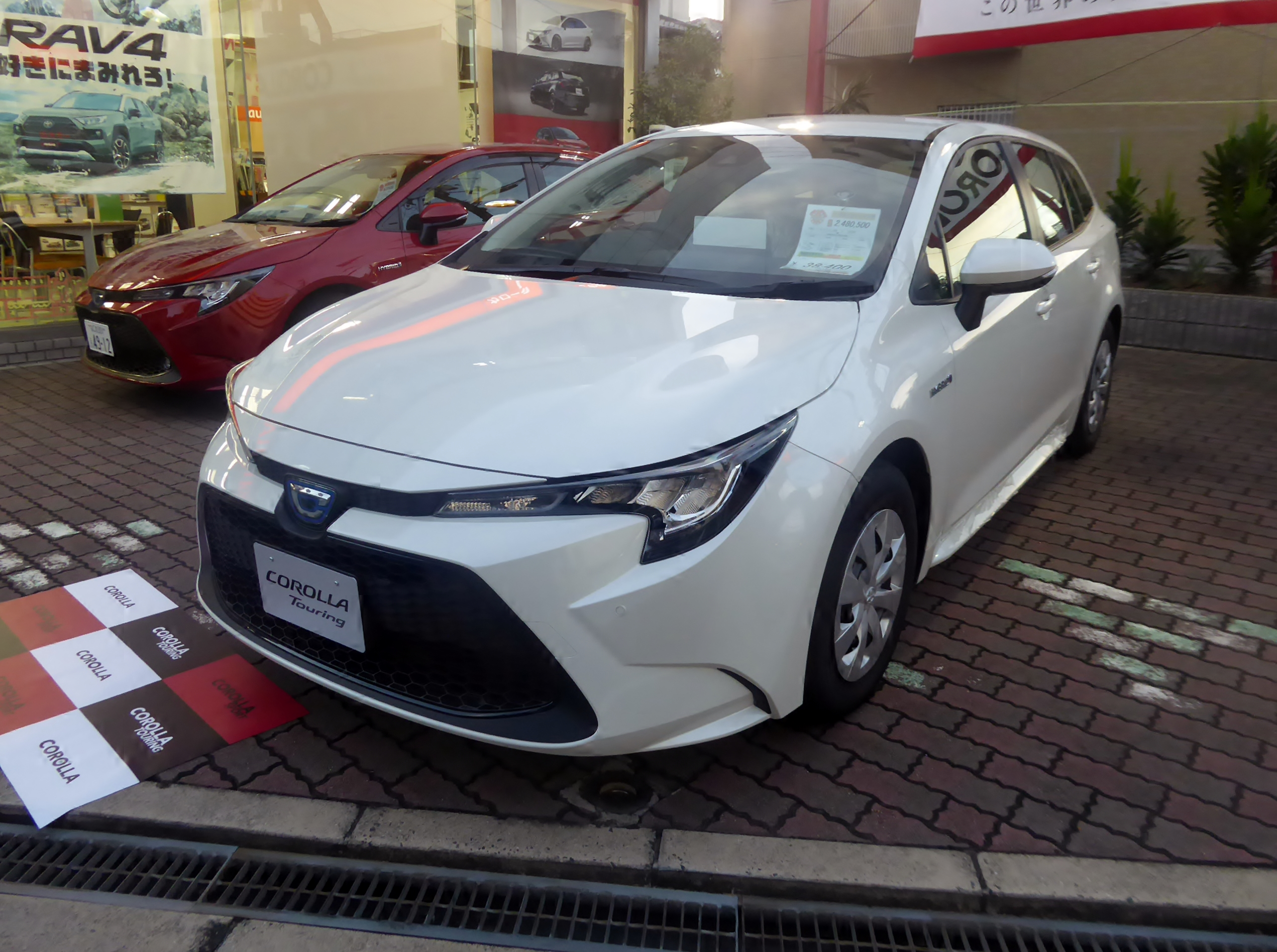
カローラツーリング HYBRID G-X
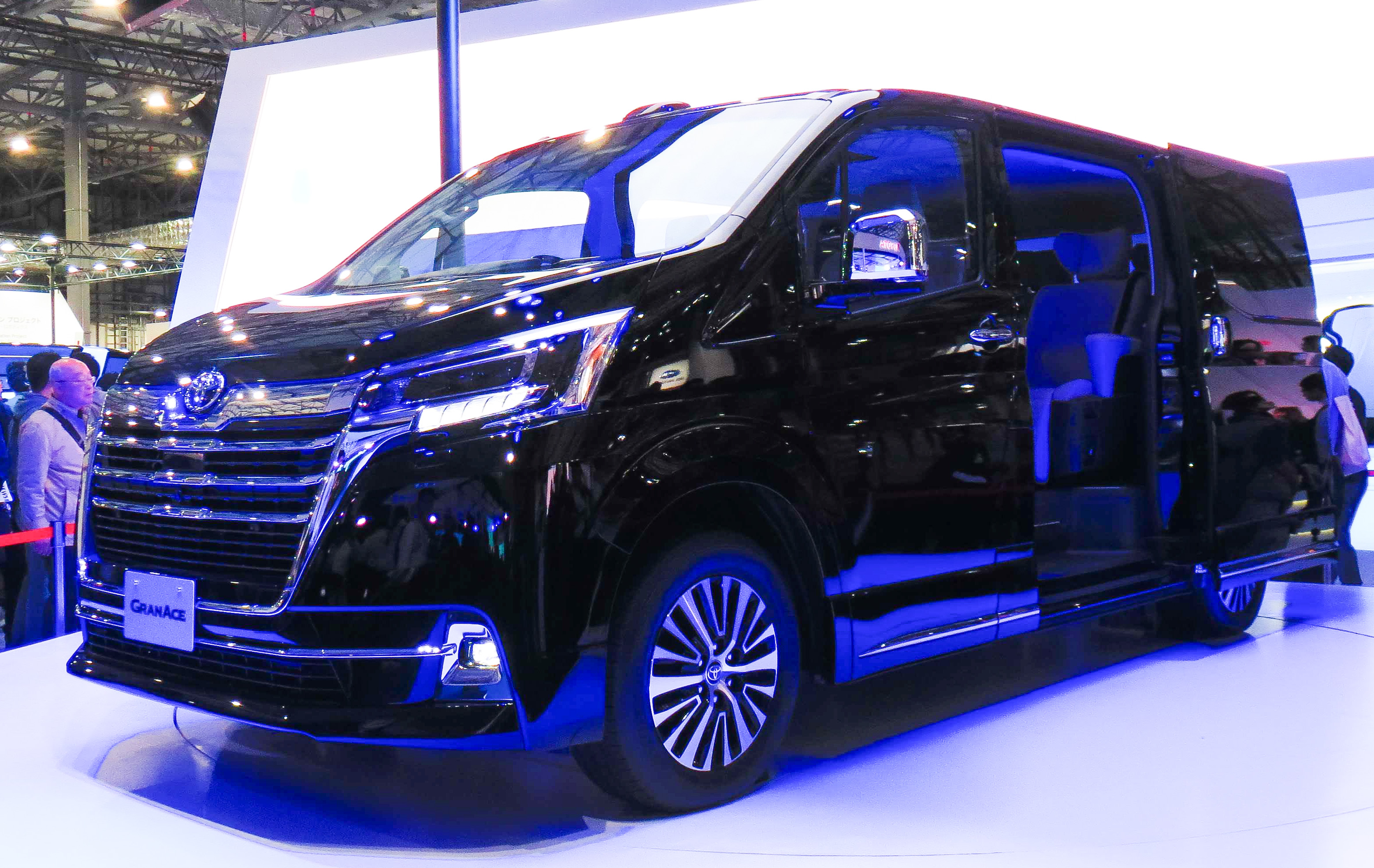
グランエース Premium
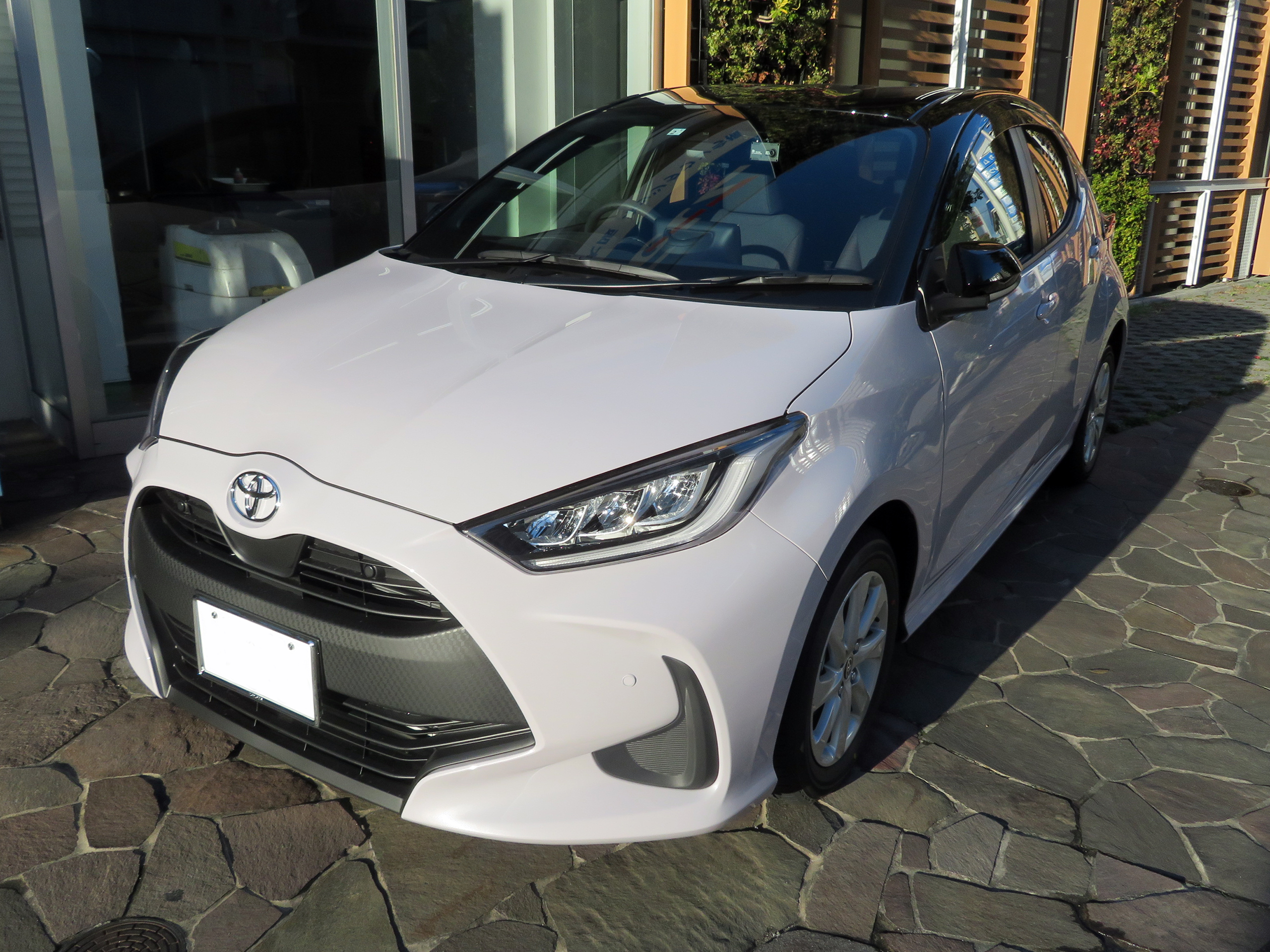
ヤリス 1.0 G

## Lexus Safety System +
レクサスブランド車に搭載される予防安全パッケージ。2015年8月に発売されたLXに搭載され初登場。機能的には「Toyota Safety Sense」に準じるが、各機能の名称がトヨタブランド車と多少異なっている。

### Lexus Safety System +（第1世代）
機能的には「Toyota Safety Sense P」に準じる。
プリクラッシュセーフティ（歩行者〔昼〕検知機能付衝突回避支援タイプ）
レーンキーピングアシスト [LKA]
高速道路や自動車専用道路を走行中に、車線から逸脱する可能性を警告したり、車線からの逸脱を避けるためのステアリング操作を支援する機能。また、レーダークルーズコントロール（全車速追従機能付）の作動中は、車線維持に必要なステアリング操作支援も行う。
レーンディパーチャーアラート [LDA]（ステアリング制御機能付/ステアリング振動機能付）
アダプティブハイビームシステム [AHS]
オートマチックハイビーム [AHB]
レーダークルーズコントロール（全車速追従機能付/ブレーキ制御付）

#### 採用車種
現在
| 車種 | 採用年                             | 装備                      | 装備                       | 装備                           | 装備                             | 装備                      | 装備                           |
| ---- | ---------------------------------- | ------------------------- | -------------------------- | ------------------------------ | -------------------------------- | ------------------------- | ------------------------------ |
| 車種 | 採用年                             | プリクラッシュ セーフティ | レーン キーピング アシスト | レーン ディパーチャー アラート | アダプティブ ハイビーム システム | オートマチック ハイビーム | レーダー クルーズ コントロール |
| LC   | 2017年3月16日                      | ●                         | ●                          | -                              | -                                | ●                         | ●+                             |
| CT   | 2017年8月24日 （マイナーチェンジ） | ●                         | -                          | 制                             | -                                | ●                         | ●                              |
| RC   | 2017年11月30日 （一部改良）        | ●                         | -                          | 制                             | -                                | ●                         | ●+                             |
| RC F | 2017年11月30日 （一部改良）        | ●                         | -                          | 制                             | -                                | ●                         | ●                              |
| GX   | 2019年6月18日 （マイナーチェンジ） | ●                         | -                          | 振                             | -                                | ●                         | ●                              |

過去
| 車種        | 採用年                                | 終了年        | 装備                      | 装備                       | 装備                           | 装備                             | 装備                      | 装備                           | 備考                                          |
| ----------- | ------------------------------------- | ------------- | ------------------------- | -------------------------- | ------------------------------ | -------------------------------- | ------------------------- | ------------------------------ | --------------------------------------------- |
| 車種        | 採用年                                | 終了年        | プリクラッシュ セーフティ | レーン キーピング アシスト | レーン ディパーチャー アラート | アダプティブ ハイビーム システム | オートマチック ハイビーム | レーダー クルーズ コントロール | 備考                                          |
| LS          | 2017年10月19日 （フルモデルチェンジ） | 2018年8月29日 | ●                         | ●                          | -                              | -                                | ●                         | ●+                             | 一部改良に伴う第2世代への移行のため。         |
| NX（初代）  | 2017年9月14日 （マイナーチェンジ）    | 2019年4月17日 | ●                         | -                          | 制                             | -                                | ●                         | ●+                             | 一部改良に伴う第2世代への移行のため。         |
| RX（4代目） | 2015年10月22日 （フルモデルチェンジ） | 2019年8月28日 | ●                         | -                          | -                              | -                                | ●                         | ●+                             | マイナーチェンジに伴う第2世代への移行のため。 |
| GS          | 2015年11月25日 （マイナーチェンジ）   | 2020年9月7日  | ●                         | ●                          | -                              | ●                                | ●                         | ●+                             | モデルの販売終了に伴う。                      |
| GS F        | 2015年11月25日                        | 2020年9月7日  | ●                         | ●                          | -                              | ●                                | -                         | ●+                             | モデルの販売終了に伴う。                      |
| IS          | 2016年10月20日 （マイナーチェンジ）   | 2020年11月4日 | ●                         | -                          | 制                             | -                                | ●                         | ●+                             | マイナーチェンジに伴う第2世代への移行のため。 |
| LX570       | 2015年8月20日                         | 2022年1月11日 | ●                         | -                          | 振                             | ●                                | -                         | ●+                             | モデルチェンジに伴う第2世代への移行のため。   |

備考
1. 1 2  「制」はステアリング制御機能付、「振」はステアリング振動機能付。
2. 1 2  「●」はブレーキ制御付、「●+」は全車速追従機能付。
3. ↑  2020年9月17日の一部改良まではブレーキ制御付を採用[100]
4. ↑  「LS500」「LS500h」ともに「標準仕様」のみに設定（それ以外の仕様は「Lexus Safety System +A」を装備）。
5. ↑  「version L」のみ標準装備（その他の仕様はメーカーオプション設定）。
6. ↑  「version L」を除いて標準装備。
7. ↑  2017年8月31日の一部改良でレーンディパーチャーアラートに替わって採用[107]。
8. ↑  2017年8月31日の一部改良まではステアリング制御機能付を採用[107]。
9. ↑  2017年8月31日の一部改良まではブレーキ制御付を採用[107]。

- LX570
- LC500h
- CT200h
- RC300h

### Lexus Safety System +（第2世代）
機能的には「Toyota Safety Sense（第2世代）」に準じる。
プリクラッシュセーフティ（歩行者〔昼夜〕・自転車運転者〔昼夜〕・自動二輪車〔昼〕検知機能付衝突回避支援タイプ）
プリクラッシュセーフティ（歩行者〔昼夜〕・自転車運転者〔昼〕検知機能付衝突回避支援タイプ）
交差点衝突回避支援
低速時加速抑制
緊急時操舵支援
レーントレーシングアシスト [LTA]
ドライバー異常時対応システム
レーンチェンジアシスト [LCA]
ロードサインアシスト [RSA]
先行車発進告知機能 [TMN]
プロアクティブドライビングアシスト [PDA]
フロントクロストラフィックアラート [FCTA]
以下の機能は第1世代から引き続いてパッケージ化されている。
- アダプティブハイビームシステム [AHS]
- オートマチックハイビーム [AHB]
- レーダークルーズコントロール

#### 採用車種
現在
| 車種        | 採用年                                | 装備                      | 装備                 | 装備            | 装備            | 装備 | 装備 | 装備 | 装備 | 装備 | 装備                           | 装備 | 装備 |
| ----------- | ------------------------------------- | ------------------------- | -------------------- | --------------- | --------------- | ---- | ---- | ---- | ---- | ---- | ------------------------------ | ---- | ---- |
| 車種        | 採用年                                | プリクラッシュ セーフティ | 交差点 衝突回避 支援 | 緊急時 操舵支援 | 低速時 加速抑制 | FCTA | LTA  | LDA  | LCA  | AHS  | レーダー クルーズ コントロール | TMN  | PDA  |
| ES          | 2018年10月24日 （フルモデルチェンジ） | ●                         | ●                    | ●               | ●               | -    | ●+   | -    | -    | ●+   | ●                              | ●    | -    |
| UX          | 2018年11月27日                        | ●                         | ●                    | ●               | ●               | -    | ●+   | -    | -    | ●    | ●+                             | ●    | -    |
| IS          | 2020年11月5日 （マイナーチェンジ）    | ●                         | ●                    | ●               | ●               | -    | ●+   | -    | -    | -    | ●+                             | ●    | -    |
| NX（2代目） | 2021年10月7日 （フルモデルチェンジ）  | ●+                        | ●+                   | ◎               | ●               | ●    | ●+   | ●    | ●    | ●    | ●+                             | ●+   | ●    |
| LX600       | 2022年1月12日 （フルモデルチェンジ）  | ●                         | ●                    | ●               | ●               | -    | ●+   | -    | -    | ●+   | ●+                             | ●    | -    |
| RX（5代目） | 2022年11月18日 （フルモデルチェンジ） | ●+                        | ●+                   | ◎               | ●               | ●    | ●+   | ●    | ●    | ●+   | ●+                             | ●+   | ●    |
| RZ          | 2023年3月30日                         | ●+                        | ●+                   | ◎               | ●               | ●    | ●+   | ●    | ●    | ●    | ●+                             | ●+   | ●    |
| LS          | 2023年10月16日 （一部改良）           | ◎                         | ●+                   | ●+              | ●               | ●    | ●+   | ●    | ●    | ●+   | ●+                             | ●+   | ●    |
| LM          | 2023年12月                            | ●+                        | ●+                   | ●+              | ●               | ●    | ●+   | ●    | ●    | ●    | ●+                             | ●+   | ●    |

過去
| 車種        | 採用年                             | 終了年         | 装備                      | 装備                         | 装備                             | 装備                           | 装備                | 備考                                     |
| ----------- | ---------------------------------- | -------------- | ------------------------- | ---------------------------- | -------------------------------- | ------------------------------ | ------------------- | ---------------------------------------- |
| 車種        | 採用年                             | 終了年         | プリクラッシュ セーフティ | レーン トレーシング アシスト | アダプティブ ハイビーム システム | レーダー クルーズ コントロール | 先行車発進 告知機能 | 備考                                     |
| LS          | 2018年8月30日 （一部改良）         | 2020年11月18日 | ●                         | ●                            | -                                | ●                              | ●                   | 装備が全グレード「+A」に統一されたため。 |
| NX（初代）  | 2019年4月18日 （一部改良）         | 2021年10月6日  | ●                         | ●                            | ●                                | ●                              | ●                   | フルモデルチェンジに伴う販売終了。       |
| RX（4代目） | 2019年8月29日 （マイナーチェンジ） | 2022年7月      | ●                         | ●                            | ●+                               | ●                              | ●                   | フルモデルチェンジに伴う販売終了。       |

備考
1. 1 2  表の装備の他に「ロードサインアシスト [RSA]」が全車標準装備、「アダプティブハイビームシステム [AHS]」非搭載車は「オートマチックハイビーム [AHB]」が標準装備。
2. ↑  「●+」は夜間での自転車運転者検知機能、昼間での自動二輪車検知機能を加えた改良型を搭載。「◎」は歩行者注意喚起・アクティブ操舵回避支援機能を加えた改良型を搭載。
3. ↑  「●+」は右左折時に加え、出合頭車両に対しても作動する改良型を搭載。
4. ↑  「●+」は歩行者に加え、自転車運転者、車両、自動二輪車に対しても作動する改良型を搭載。「◎」はアクティブ操舵回避支援機能を搭載。
5. ↑  「●+」はドライバー異常時対応システム付。
6. ↑  「●+」はブレードスキャン式。
7. ↑  「●+」カーブ速度抑制機能付。
8. ↑  「●+」は信号機の表示の検出にも対応した「発進遅れ告知機能」搭載。
9. ↑  ドライバー異常時対応システムは2021年8月26日のマイナーチェンジで追加[111]。
10. ↑  「F SPORT」「version L」に標準装備（「標準仕様」はメーカーオプション設定）。2021年8月26日のマイナーチェンジまでは上下2段式を採用[111]。
11. 1 2 3  2022年7月7日のマイナーチェンジで「UX200」「UX250h」に追加[113]。「UX200e」は2023年春に追加予定[114]。
12. ↑  ドライバー異常時対応システムは2022年7月7日のマイナーチェンジで「UX200」「UX250h」に追加[113]。「UX200e」は2023年春に追加予定[114]。
13. ↑  「version L」のみ標準装備（「F SPORT」「version C」はメーカーオプション設定）。
14. ↑  カーブ速度抑制機能は2022年7月7日のマイナーチェンジで「UX200」「UX250h」に追加[113]。「UX200e」は2023年春に追加予定[114]。
15. ↑  「version L」「"F SPORT"」にメーカーオプション設定。
16. ↑  「version L」「NX450h+ "F SPORT"」のみ標準装備（それ以外はメーカーオプション設定）。
17. ↑  歩行者注意喚起・アクティブ操舵回避支援機能は「LS500h "EXECUTIVE Advanced Drive"」「LS500h "version L Advanced Drive"」のみ標準装備。それ以外は、夜間での自転車運転者検知機能、昼間での自動二輪車検知機能を搭載。
18. ↑  出合頭車両に対しても作動する改良型は「LS500h "EXECUTIVE Advanced Drive"」「LS500h "version L Advanced Drive"」を除いて標準装備。
19. 1 2  「LS500h "EXECUTIVE Advanced Drive"」「LS500h "version L Advanced Drive"」を除いて標準装備。
20. ↑  「発進遅れ告知機能」は「LS500h "EXECUTIVE Advanced Drive"」「LS500h "version L Advanced Drive"」を除いて標準装備。
21. ↑  「LS500」「LS500h」ともに「標準仕様」のみに設定（それ以外の仕様は「Lexus Safety System +A」を装備）。
22. ↑  「I package」「version L」に標準装備（「F SPORT」はメーカーオプションで設定）。
23. ↑  全車にメーカーオプション設定。

- ES300h
- UX200
- RX450h
- IS300h

### Lexus Safety System +A

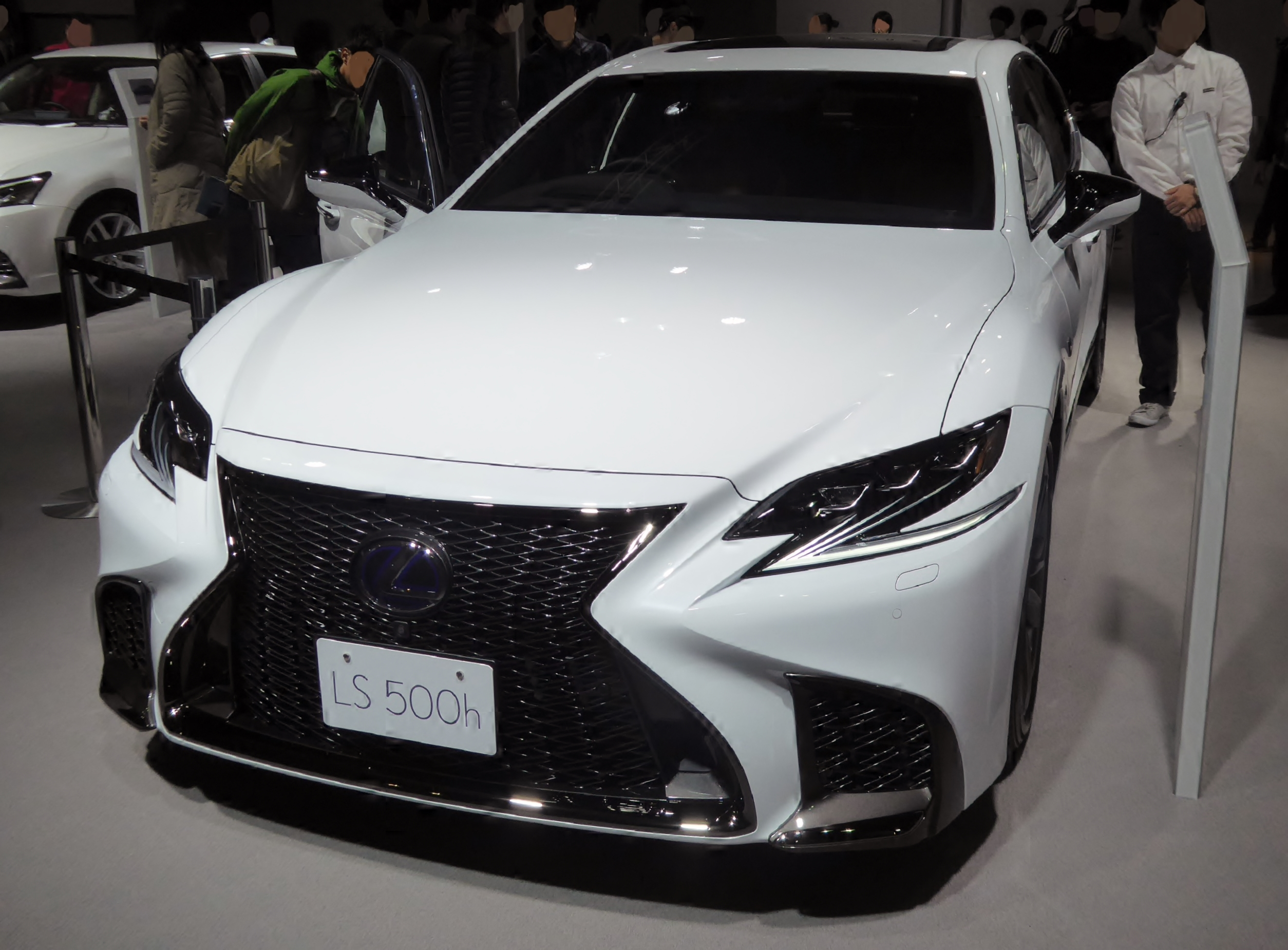
LS500h"F SPORT"

「Lexus Safety System +」でパッケージ化された各種機能の性能を向上させるとともに、先進の予防安全技術や、高度運転支援技術「Lexus CoDrive」を新たにパッケージ化している。また、大型ヘッドアップディスプレイやマルチインフォメーションディスプレイによる支援状況の通知で、直感的にわかりやすい支援を実現している。
2017年10月にフルモデルチェンジを実施したLS（最廉価版の「標準仕様」を除く全車）に初搭載。なお、カメラ機能は「Lexus Safety System +」の単眼カメラとは異なり、4代目LSに採用されたステレオカメラを装備する。
2020年11月のマイナーチェンジにより、最廉価版の「標準仕様」にも搭載され、LSは全車「Lexus Safety System +A」搭載となった。
2023年10月の一部改良により、「Lexus Safety System +」に名称が変更され、搭載車種がなくなった。
プリクラッシュセーフティ（歩行者注意喚起・アクティブ操舵回避支援）
従来のプリクラッシュセーフティシステムの機能に加え、世界初となる、大型カラーヘッドアップディスプレイに歩行者の存在する方向を表示するより直感的な「歩行者注意喚起」、ブレーキ制御に加え自動で操舵を制御する「アクティブ操舵回避支援」を装備する。
交差点右左折支援（2020年11月19日 - ）
低速時加速抑制（2020年11月19日 - ）
Lexus CoDrive
レーダークルーズコントロール、レーントレーシングアシストに加えてレーンチェンジアシストを連携させ、高速や自動車専用道でのドライバーの運転負荷を減らす。下記の3つで構成されている。
レーダークルーズコントロール（全車速追従機能付）
レーントレーシングアシスト [LTA]
レーンチェンジアシスト [LCA]
ドライバー異常時対応システム
上下2段式アダプティブハイビームシステム [AHS]
片側に上段8個、下段16個のLEDを搭載し、各LEDの消灯と点灯で従来のアダプティブハイビームシステムよりもエリアをきめ細かく調整、最適な配光でハイビーム照射機会を増やし、夜間の視認性を向上させる。
ブレードスキャンアダプティブハイビームシステム [AHS]（2020年11月19日 - ）
ロードサインアシスト [RSA]
先行車発進告知機能 [TMN]
フロントクロストラフィックアラート [FCTA]